# Straßenbahn Darmstadt
Die Straßenbahn Darmstadt ist eines von drei Straßenbahnnetzen im Rhein-Main-Verkehrsverbund (RMV) mit einem Streckennetz von 42 km, auf dem 10 Linien betrieben werden. Die 78 Haltestellen befinden sich primär im Stadtgebiet von Darmstadt, zum Teil aber auch in den Städten und Gemeinden des Landkreises Darmstadt-Dieburg, so in Griesheim, Malchen, Seeheim-Jugenheim und Alsbach. Betreiber des Straßenbahnbetriebs ist die HEAG mobilo (bis 2019 HEAG mobiTram) im Auftrag der Darmstadt-Dieburger Nahverkehrsorganisation (DADINA) als Teilglied des RMV. Im Volksmund wird sie auch Ellebembel genannt.

## Linien

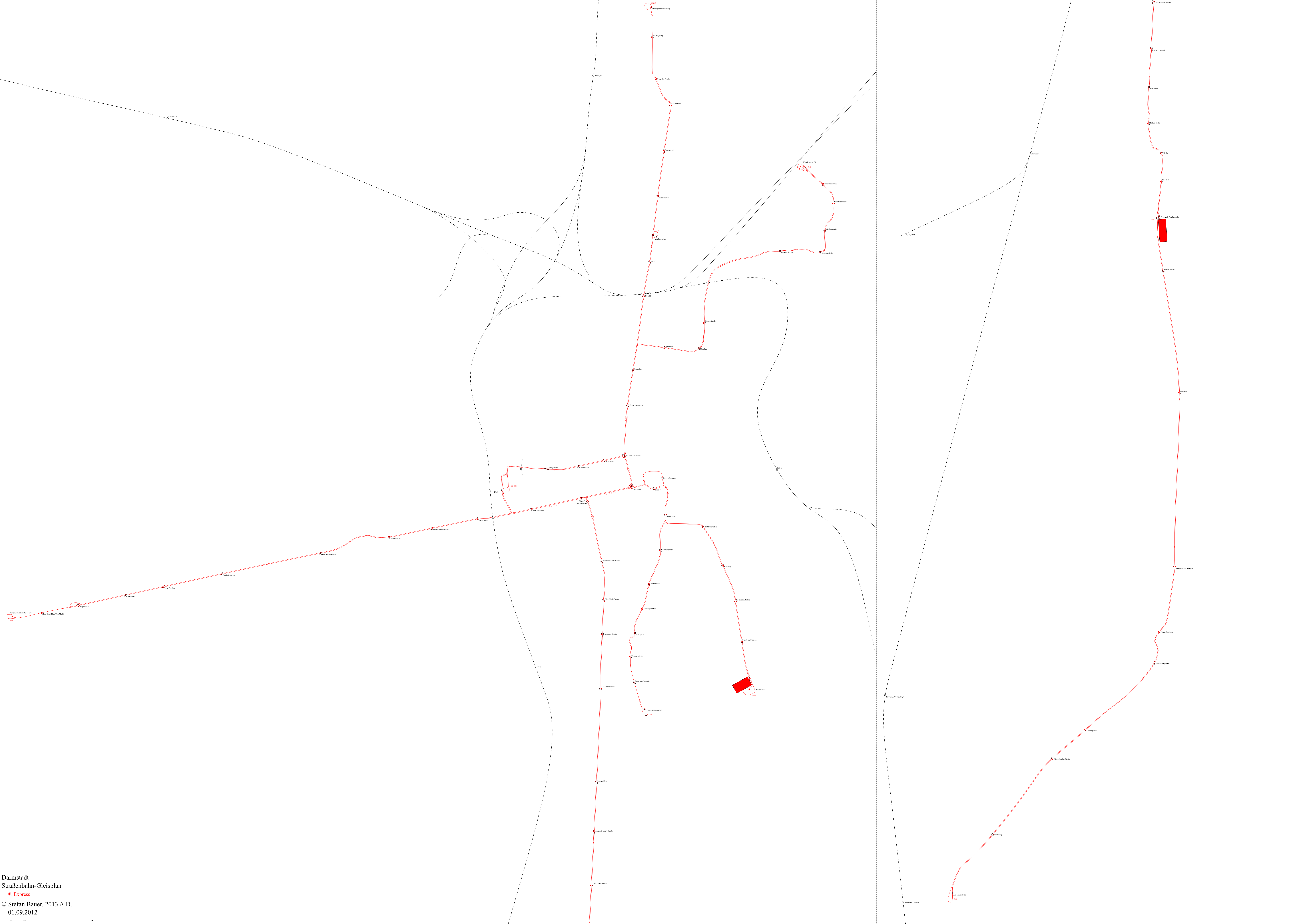
Gleisplan (Stand 2012)

Auf den vier Hauptstrecken der Darmstädter Straßenbahn verkehren 10 Linien. Zentraler Knotenpunkt ist der Luisenplatz, der von allen Linien (außer Linie 1 und 10) bedient wird.
Die Hauptstrecken gliedern sich wie folgt:
- Arheilgen → Alsbach, Streckenlänge ca. 23 km, ganz oder teilweise bedient von den Linien 1, 6, 7, und 8
- Böllenfalltor → Griesheim, Streckenlänge ca. 10 km, ganz oder teilweise bedient von den Linien 2, 4, 5, 9 und 10
- Hauptbahnhof → Lichtenbergschule, Streckenlänge ca. 5 km, bedient von der Linie 3 und teilweise von der Linie 7
- Hauptbahnhof → Kranichstein, Streckenlänge ca. 7 km, ganz oder teilweise bedient von den Linien 4 und 5

Bis auf drei kürzere Abschnitte in Griesheim, Bessungen und an der Lichtwiese ist das Netz durchgehend zweigleisig ausgebaut, viele Streckenabschnitte, außer auf der Linie 3, verlaufen auf eigenem Gleiskörper. Auf den Linien 1, 2 und 4 bis 10 kommen teilweise noch ältere Hochflur-Triebwagen der Serie ST12 aus den frühen 1990er Jahren zum Einsatz, die aber immer einen niederflurigen Beiwagen mitführen, um einen barrierefreien Einstieg an den mit Bahnsteigen ausgestatteten Haltestellen zu ermöglichen.
Linienübersicht:
| Linie | Strecke                                                                                  | Haltestellen | Bemerkungen |
| ----- | ---------------------------------------------------------------------------------------- | ------------ | --- |
| 1     | Eberstadt Frankenstein – Darmstadt Maulbeerallee (– Arheilgen Dreieichweg)               | 28 (34)      | nur an Schultagen morgens und nachmittags bis Arheilgen, sonst nur bis Maulbeerallee                           |
| 2     | Darmstadt Hauptbahnhof – TU-Lichtwiese/Campus                                            | 11           | |
| 3     | Darmstadt Hauptbahnhof – Darmstadt Lichtenbergschule                                     | 15           | |
| 4     | Griesheim Platz Bar-le-Duc – Kranichstein Bahnhof                                        | 25           | |
| 5     | Darmstadt Böllenfalltor – Kranichstein Bahnhof                                           | 20           | |
| 6     | Arheilgen Dreieichweg – (Eberstadt Frankenstein) – Alsbach Am Hinkelstein (Schnelllinie) | 30           | Außerhalb der HVZ endet jeder zweite Zug bereits in Eberstadt; Schnelllinie – Hält nicht an allen Haltestellen |
| 7     | Darmstadt Lichtenbergschule – Eberstadt Frankenstein                                     | 26           | |
| 8     | Arheilgen Dreieichweg – Alsbach Am Hinkelstein                                           | 38           | |
| 9     | Griesheim Platz Bar-le-Duc – Darmstadt Böllenfalltor                                     | 20           | montags bis freitags von ca. 6 bis 20 Uhr                                                                      |
| 9     | Darmstadt Hauptbahnhof – Darmstadt Böllenfalltor                                         | 11           | frühmorgens, abends, samstags, sowie sonn- und feiertags                                                       |
| 10    | Griesheim Platz Bar-le-Duc – Darmstadt Hauptbahnhof (Schnelllinie)                       | 08           | Entfällt derzeit; Schnelllinie – Hält nicht an allen Haltestellen                                              |

Sonderlinien:
| Linie | Strecke                                                                | Haltestellen | Bemerkungen                                                                                               |
| ----- | ---------------------------------------------------------------------- | ------------ | --- |
| 24    | Kongresszentrum – Frankenstein – Maulbeerallee (Sonderlinie zu Advent) | 19           | Fuhr nur an den Adventssamstagen mit historischen Fahrzeugen im 90-Min.-Takt; seit 2020 kein Betrieb mehr |

Auf allen Hauptstrecken wird tagsüber mindestens ein 15-Minuten-Takt angeboten. Die zehn Linien sind so aufeinander abgestimmt, dass sich auf nahezu allen Strecken in der Hauptverkehrszeit mindestens ein 10-Minuten-Takt ergibt. Nur auf der Überlandstrecke zwischen Eberstadt und Alsbach ist dies nicht der Fall. Teilweise ergeben sich durch parallele Buslinien weitere Taktverdichtungen.
Am Wochenende verkehren nur die Linien 2, 3, 8 und 9. Samstags fährt die Linie 9 ganztägig bis etwa 20:30 Uhr alle 10 Minuten, die Linie 3 bis etwa 23 Uhr alle 15 Minuten. Die Linie 8 bildet durch Überlagerung ihrer verkürzten Fahrten nach Eberstadt mit denen bis nach Alsbach tagsüber einen 10-Minuten-Takt bis Eberstadt, und einen 20-Minuten-Takt bis Alsbach bis etwa 20:30 Uhr. Am späten Abend und sonntagvormittags verkehren alle Linien im 30-Minuten-Takt.
Sonntags bis donnerstags endet der Betrieb auf allen Linien gegen etwa 1 Uhr. Freitags, samstags sowie vor Feiertagen verkehren die Linien 2, 8 und 9 bis etwa 3 Uhr alle 30 Minuten, das führt zu einem durchgängigen Betrieb zwischen Freitag Morgen und Sonntag Nacht. Der Nachtverkehr wird außerdem durch weitere Buslinien ergänzt.
Es wird außerdem zwischen Schultagen und Ferientagen unterschieden. Die Linie 3 verkehrt an Ferientagen auf der Hälfte ihrer Fahrten über die Rheinstraße anstatt die Bismarckstraße zum Hauptbahnhof und zurück, die Linie 2 verkehrt Mo–Fr abseits des Spätverkehrs nur an Semestertagen der TU Darmstadt, welche weitestgehend dieselben, wie die Schultage sind.
Weitere Details sind der folgenden Tabelle zu entnehmen:
| Linie | Montag – Freitag (außerhalb HVZ) | Montag – Freitag (HVZ) | Samstag | Sonn- und feiertags | Frühverkehr | Spätverkehr | Bemerkungen |
| ----- | -------------------------------- | ---------------------- | ------- | ------------------- | ----------- | ----------- | --- |
| 1     | 20 Min                           | 20 Min                 | -       | -                   | 20 Min      | 20 Min      | Ergänzt sich während der HVZ in Richtung Eberstadt mit der Linie 7 zum 10-Minuten-Takt; nur an Schultagen morgens und nachmittags bis Arheilgen, sonst nur bis Maulbeerallee                                                               |
| 2     | 10 Min                           | 10 Min                 | -       | -                   | -           | -           | |
| 3     | 15 Min                           | 20 Min                 | 10 Min  | 15 Min              | 30 Min      | 30 Min      | Ergänzt sich während der HVZ in Richtung Lichtenbergschule mit der Linie 7 zum 10-Minuten-Takt |
| 4     | 20 Min                           | 20 Min                 | 10 Min  | 15 Min              | 30 Min      | 30 Min      | Ergänzt sich während der HVZ in Richtung Griesheim mit der Linie 9 und in Richtung Kranichstein mit der Linie 5 zum 10-Minuten-Takt |
| 5     | 20 Min                           | 20 Min                 | -       | -                   | -           | -           | Ergänzt sich während der HVZ in Richtung Böllenfalltor mit der Linie 9 und in Richtung Kranichstein mit der Linie 4 zum 10-Minuten-Takt |
| 6     | 10 Min                           | 10 Min                 | -       | -                   | -           | -           | Außerhalb der HVZ endet jeder zweite Zug bereits in Eberstadt; Schnelllinie – hält nicht an allen Haltestellen |
| 7     | -                                | 20 Min                 | -       | -                   | 30 Min      | -           | Ergänzt sich während der HVZ in Richtung Eberstadt mit der Linie 1 und in Richtung Lichtenbergschule mit der Linie 3 zum 10-Minuten-Takt                                                                                                   |
| 8     | -                                | -                      | 10 Min  | 15 Min              | 15 Min      | 15 Min      | |
| 9     | 20 Min                           | 20 Min                 | 15 Min  | 15 Min              | 30 Min      | 30 Min      | Ergänzt sich während der HVZ in Richtung Böllenfalltor mit der Linie 5 und in Richtung Griesheim mit der Linie 4 zum 10-Minuten-Takt; frühmorgens, abends, samstags, sowie sonn- und feiertags nur zwischen Böllenfalltor und Hauptbahnhof |
| 10    | -                                | -                      | -       | -                   | -           | -           | Entfällt derzeit; Schnelllinie – Hält nicht an allen Haltestellen |

Sonderlinien:
| Linie | Montag – Freitag (außerhalb HVZ) | Montag – Freitag (HVZ) | Samstag | Sonn- und feiertags | Frühverkehr | Spätverkehr | Bemerkungen                                                                                   |
| ----- | -------------------------------- | ---------------------- | ------- | ------------------- | ----------- | ----------- | --------------------------------------------------------------------------------------------- |
| 24    | -                                | -                      | 90 Min  | -                   | -           | -           | Sonderlinie mit Historischen Fahrzeugen; nur an Adventssamstagen; seit 2020 kein Betrieb mehr |

| Linie | Montag–Freitag | Montag–Freitag (HVZ) | Samstag | Sonntag | Spätverkehr und Sonntag Vormittag | Bemerkungen |
| ----- | -------------- | -------------------- | ------- | ------- | --------------------------------- | --- |
| 1     | 30 Min         | 30 Min               | –       | –       | –                                 | Zusätzlich zu den regulären Fahrten im Taktverkehr werden mit dieser Linie Ein- und Ausrückerfahrten für die Linien 2, 3 und 5 durchgeführt. |
| 2     | –              | 15 Min               | –       | –       | –                                 | Kein Taktverkehr in den Schulferien. Fährt in gemeinsamen Umläufen mit der Linie 3 mit Linienwechsel am Hauptbahnhof. Über diese Linie werden auch Ein- und Ausrückerfahrten für die Linien 3 und 5 durchgeführt. |
| 3     | 15 Min         | 7,5 Min              | 15 Min  | 15 Min  | 30 Min                            | 7,5-Minuten-Takt nur an Schultagen morgens und mittags für je rund zwei Stunden; Abends halbstündliche Zusatzfahrten als Ringfahrt Hbf – Rheinstraße – Luisenplatz – Bismarckstraße – Hauptbahnhof, wodurch zwischen Luisenplatz und Hauptbahnhof in eine Richtung ein 15-Minuten-Takt entsteht.                                                      |
| 4     | –              | 15 Min               | –       | –       | –                                 | Betrieb nur an Schultagen von 5 bis 9 Uhr und von 12 bis 21 Uhr. Fährt in gemeinsamen Umläufen mit der Linie 5 mit Linienwechsel an der Endhaltestelle Kranichstein Bahnhof. |
| 5     | 7,5 / 15 Min   | 15 Min               | 15 Min  | 15 Min  | 30 Min                            | 7,5-Minuten-Takt in den Schulferien und tagsüber außerhalb der Betriebszeiten der Linie 4. |
| 6     | 15 Min         | 15 Min               | –       | –       | –                                 | Verkehrt nur zwischen 6 und 20 Uhr. Zwischen 9 und 15 Uhr endet der 15-Minuten-Takt in Eberstadt/Frankenstein, zwischen Eberstadt und Alsbach dann 30-Minuten-Takt. |
| 7     | –/15/30 Min    | 15 Min               | 30 Min  | 30 Min  | –                                 | Zu den Betriebszeiten der Linie 6 nach Alsbach verkehrt die Linie 7 innerstädtisch alle 15 Minuten; außerhalb der Betriebszeiten der Linie 6 verkehrt die Linie 7 im 30-Minuten-Takt abwechselnd mit der Linie 8; verkehrt die Linie 8 alle 15 Minuten nach Alsbach, fährt die Linie 7 nicht.                                                         |
| 8     | –/15/30 min    | –                    | 30 min  | 30 min  | 30 min                            | Zu den Betriebszeiten der Linie 6 nach Alsbach verkehrt die Linie 8 nicht (dafür Linie 7 alle 15 Minuten); außerhalb der Betriebszeiten der Linie 6 verkehrt die Linie 8 im 30-Minuten-Takt abwechselnd mit der Linie 7 (innerstädtisch 15-Min-Takt, Überlandstrecke 30 min); wird die Überlandstrecke alle 15 Minuten bedient, entfällt die Linie 7. |
| 9     | 15 Min         | 15 Min               | 15 Min  | 15 Min  | 30 Min                            | - |
| 24    | –              | –                    | 90 Min  | –       | –                                 | Sonderlinie mit altem Wagenmaterial an den Adventssamstagen auf der Route Kongresszentrum – Frankenstein – Maulbeerallee. |

## Geschichte

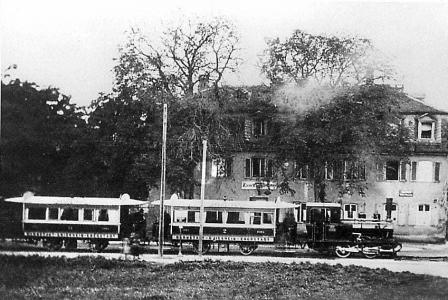
Feuriger Elias, um 1890

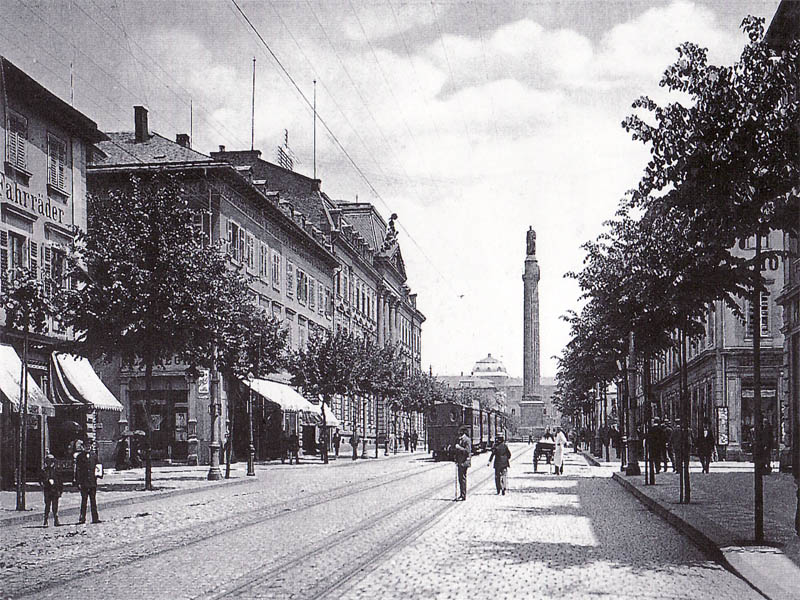
Dampfstraßenbahn in der Rheinstraße, um die Jahrhundertwende

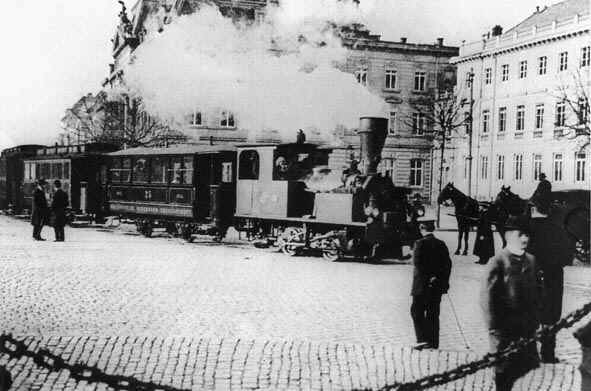
Dampfstraßenbahn auf dem Luisenplatz, 1899

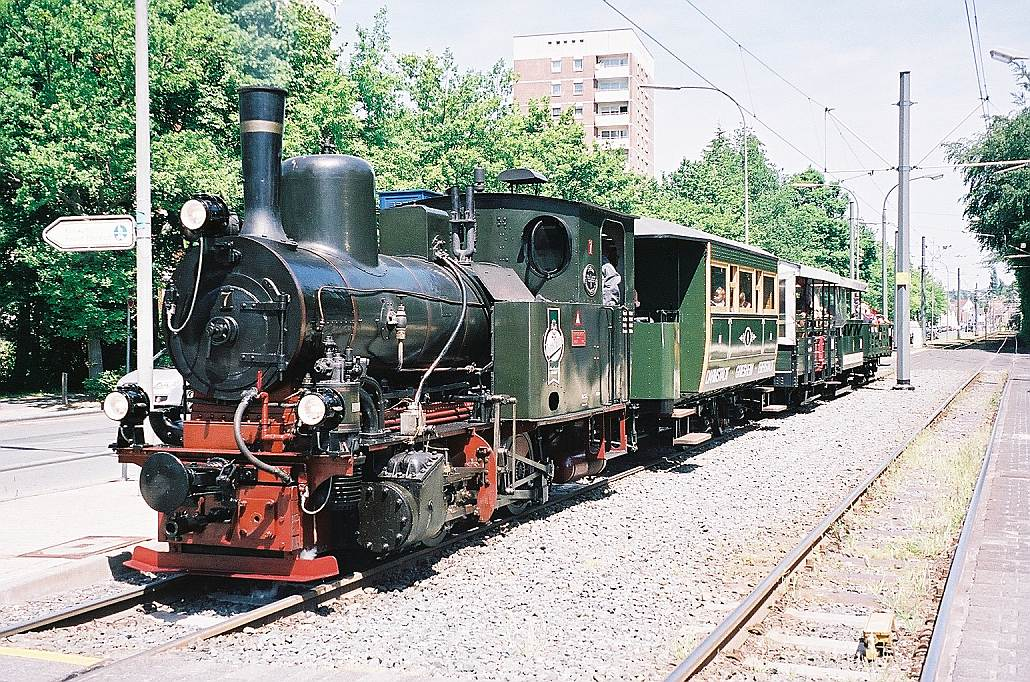
Der historische „Feurige Elias“ auf einer Sonderfahrt im Mai 2004

### Dampfstraßenbahn
Die Erschließung des Darmstädter Umlandes mit der Schiene erfolgte zunächst durch die ebenfalls meterspurige Darmstädter Dampfstraßenbahn. Ein Konsortium um Herrmann Bachstein erhielt am 5. Mai 1886 die Konzession für eine Strecke von Griesheim nach Darmstadt und wenig später eine weitere Konzession für die Strecke Darmstadt–Eberstadt. Wegen der topografisch anspruchslosen Streckenführung konnten die Bahnen bereits am 25. August 1886 eröffnet werden. 1889 wurde die Konzession für eine weitere Strecke nach Arheilgen erteilt, die am 30. April 1890 eröffnet wurde. 1895 gingen die Dampfstraßenbahnen in die von Herrmann Bachstein und anderen neu gegründete Süddeutsche Eisenbahn-Gesellschaft (SEG) über. Pläne für eine Elektrifizierung der Strecken wurden von der Stadt Darmstadt blockiert, da diese eine eigene elektrische Straßenbahn plante.
Über Erweiterungen wurde nachgedacht, wie beispielsweise 1896 über eine Verlängerung der Dampfstraßenbahn von Griesheim über Büttelborn, Groß-Gerau, Wallerstädten, Geinsheim am Rhein und eine neuzubauende Rheinbrücke von Kornsand nach Oppenheim. Das Projekt wurde nicht realisiert. Inwieweit solche und andere Projekte realistisch oder reines Wunschdenken waren, kann heute nicht mehr zweifelsfrei festgestellt werden.

#### Streckenchronik der Dampfstraßenbahn
- 25. August 1886: Schloss–Rhein-/Neckarstraße
- 25. August 1886: Rhein-/Neckarstraße–Griesheim
- 25. August 1886: Rhein-/Neckarstraße–Eberstadt
- 30. April 1890: Luisenplatz–Arheilgen
- 30. April 1914: Betriebseinstellung Rhein-/Neckarstraße–Eberstadt
- 31. März 1922: Betriebseinstellung Griesheim – Luisenplatz/Schloss – Arheilgen

### Elektrische

#### 1895 bis 1945
Weil der innerstädtische Verkehr durch die Dampfbahnen nur unzureichend bedient wurde, beschloss die Stadtverordnetenversammlung 1895 eine städtische elektrische Straßenbahn zu bauen und zu betreiben. Die geplante Linienführung der Städtischen Straßenbahn Darmstadt sorgte jedoch für Diskussionen mit der SEG, die zunächst eine Linienführung in den von der Dampfbahn befahrenen Straßen ablehnte. Die Stadt erhielt die Konzession 1897 und eröffnete am 23. November die ersten beiden Strecken. Die Betriebsführung lag zunächst beim Unternehmen Siemens & Halske, das die Straßenbahn errichtet hatte, wurde jedoch im November 1898 von der Stadt übernommen. 1903 kam eine dritte Linie hinzu. Von 1944 bis 1963 ergänzten Oberleitungsbusse den Nahverkehr in Darmstadt.
Die Linien waren durch Farben gekennzeichnet:
- weiß: Bahnhöfe – Schloss – Böllenfalltor
- blau: Taunusstraße – Schloss – Hermannstraße (heute Freiberger Platz), später an beiden Ende bis Fasanerie bzw. Ludwigshöhstraße/Landskronstraße verlängert
- grün: Fasanerie – Schloss – Ernst-Ludwig-Straße – Elisabethenstraße – Saalbau – Heinrichstraße/Heidelberger Straße (teilweise in Konkurrenz zur Dampfstraßenbahn)

In den folgenden Jahren gab es immer wieder Pläne für Erweiterungen des Streckennetzes, auch nach der Inbetriebnahme des neuen Hauptbahnhofes, bei denen sich Stadt und SEG jedoch häufig gegenseitig blockierten. Nach zähen Verhandlungen einigten sich die beiden Betreiber schließlich im Januar 1912 beide Betriebe in eine neu zu gründenden Aktiengesellschaft zusammenzuführen. Am 15. April 1912 wurde die Hessische Eisenbahn-Aktiengesellschaft (HEAG) gegründet. Die HEAG baute das Liniennetz nun stetig aus. 1914 wurde die Dampfbahnstrecke nach Eberstadt elektrifiziert, bis 1926 die verbleibenden Strecken nach Griesheim und Arheilgen.
Der Zweite Weltkrieg beendete weitere Expansionspläne und führte zu massiven Schäden an Wagenpark und Infrastruktur. Nach der Zerstörung Darmstadts in der Nacht vom 11. September 1944 fuhren zunächst gar keine Straßenbahnen mehr. Allerdings überstand das Straßenbahndepot am Böllenfalltor den Krieg unzerstört.

#### 1945 bis 1975
Nach Ende des Zweiten Weltkriegs wurde der Straßenbahnbetrieb in der weitgehend zerstörten Stadt wieder aufgenommen. Mit Gründung der HEAG wurden die Linienfarben zunächst beibehalten, später dann Liniennummern eingeführt, die weiterhin mit Kennfarben markiert wurden. 1951 bestand folgendes Liniennetz, auf dem ein 15- bzw. 30-Minuten-Takt gefahren wurde:
- 1 Rodensteinweg – Hauptbahnhof – (Moosbergstraße nur werktags – (Frankenstein nur in der HVZ))
- 2 Hauptbahnhof – Rheinstraße – Luisenplatz – Böllenfalltor
- 3 Richtung Ludwigshöhstraße: Hauptbahnhof – Bismarckstraße – Luisenplatz – Ludwigshöhstraße Richtung Hauptbahnhof: Ludwigshöhstraße – Luisenplatz – Rheinstraße – Hauptbahnhof
- 5 Heinheimer Straße – Bismarckstraße – Luisenplatz – Ostbahnhof
- 6 Richtung Oberwaldhaus: Hauptbahnhof – Rheinstraße – Luisenplatz – Regerweg – (Fasanerie nur nachmittags – (Oberwaldhaus im Sommer stündlich)) Richtung Hauptbahnhof: ((Oberwaldhaus im Sommer stündlich) – Fasanerie nur nachmittags) – Regerweg – Luisenplatz – Bismarckstraße – Hauptbahnhof
- 7 Arheilgen – Luisenplatz – Moosbergstraße – Frankenstein
- 8 Arheilgen – Luisenplatz – Moosbergstraße – Frankenstein – Jugenheim Bahnhof
- 9 Griesheim – Rheinstraße – Schloss (in der HVZ viertelstündlich)

Im Zeitraum von 1960 bis 1976 verkehrte auch eine Linie 9A zwischen Griesheim/Wagenhalle und Schule (heute: Platz Bar-le-Duc), erst dann wurde durch den Bau einer Wendeschleife der durchgehende Einsatz von Gelenkwagen auf der Linie 9 möglich.
Gleichwohl ging im Zuge des Wiederaufbaus der deutschen Städte der Trend zur „autogerechten Stadt“, der zur Schließungen von Straßenbahnbetrieben in vielen Städten führte. In Darmstadt hatte das Streben nach einer autogerechten Stadt nicht das Ende der Straßenbahn zur Folge, jedoch wurde das Netz verkleinert und Investitionen gering gehalten. 1960 wurde die Strecke durch das Johannesviertel zur Heinheimer Straße (alte Linie 5) stillgelegt, einige Jahre später auch die Strecke vom Rodensteinweg zum Oberwaldhaus (alte Linie 6).

#### 1976 bis 1990
Ende der 1970er Jahre wurde erstmals wieder in einen Streckenneubau investiert. Die Linie 8 wurde – unter teilweiser Verwendung der Trasse der stillgelegten Bahnstrecke Bickenbach–Seeheim – von Jugenheim nach Alsbach verlängert, was ursprünglich schon für das Jahr 1939 vorgesehen war. Auch die neu errichtete Straßenbahnwerkstatt am Betriebsgelände Böllenfalltor wurde in Betrieb genommen.
1979 wurde zudem eine neue Linie 6 in Betrieb genommen. Diese bediente den Berufsverkehr zwischen Merck und Eberstadt. 1983 wurde die Linie 2 zu einer nur in der Hauptverkehrszeit fahrenden Linie herabgestuft und die Linie 9 übernahm die Strecke zum Böllenfalltor als Hauptlinie. Die Strecke zum Ostbahnhof wurde bis zur Einstellung des Straßenbahnverkehrs zwischen Schloss und Ostbahnhof im Oktober 1986 von der Linie 4 (Hauptbahnhof–Rheinstraße–Ostbahnhof) bedient. Grund für die Einstellung war die zeitgleich freigegebene Straße zwischen Ostbahnhof und dem Ende der Schnellstraße B26. 1986 wurden die Fahrten der Linie 2 weiter reduziert, sie wurde in Linie 2E umbenannt und bediente nur wenige Einzelfahrten zwischen Böllenfalltor–Luisenplatz–Merck. Bald darauf wurde sie komplett eingestellt.

#### 1991 bis heute

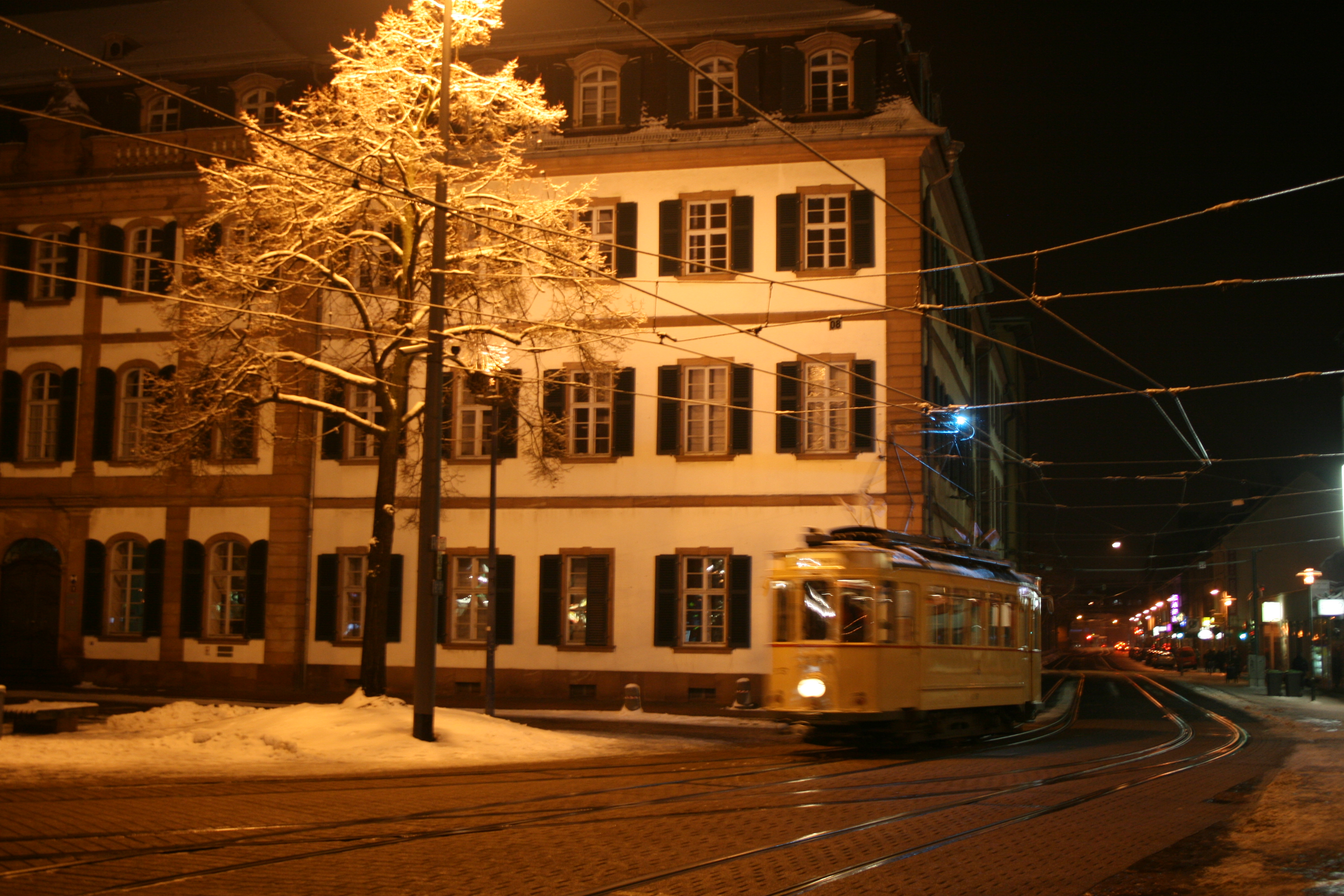
Die Oberleitung der Straßenbahn Darmstadt wird nach heftigem Eisregen mit einem historischen Fahrzeug enteist (2013)

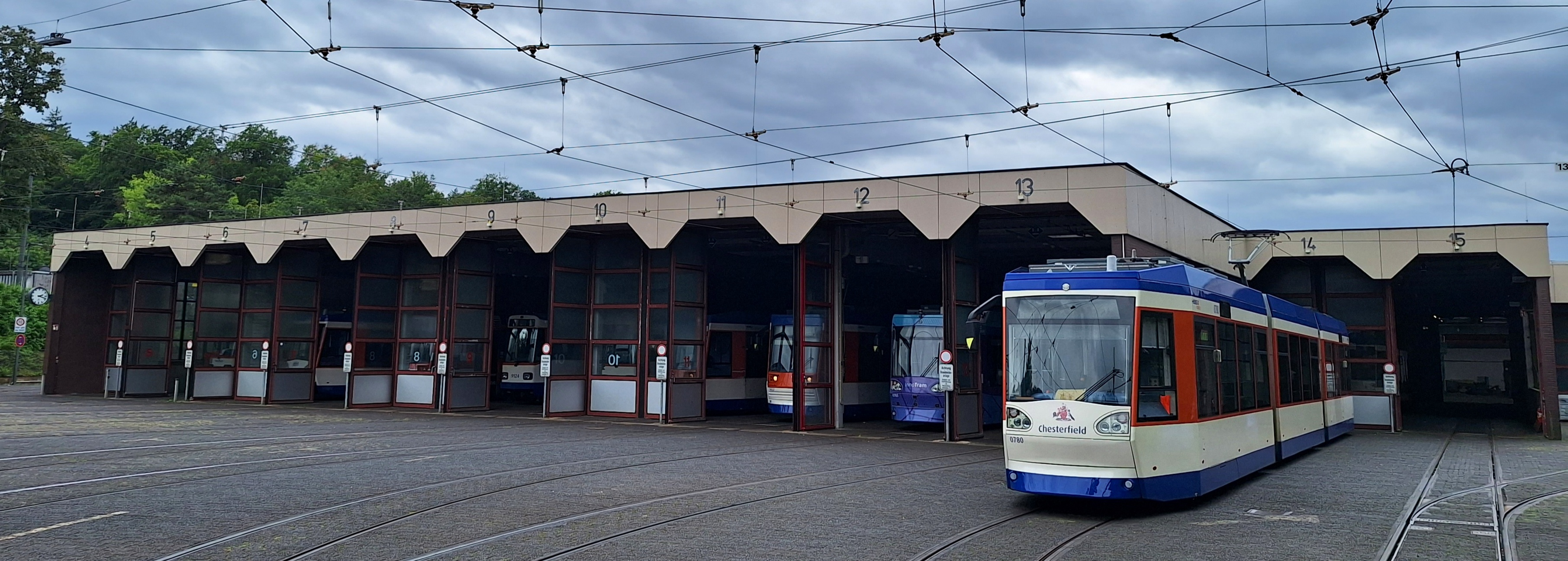
Straßenbahn-Depot am Böllenfalltor in Darmstadt (Juli 2023)

Anfang der 1990er Jahre erlebte die Straßenbahn als tragende Säule im Nahverkehr eine Renaissance, so auch in Darmstadt. Den Anfang machte im Jahr 1991 die Einführung der Schnelllinie 6 mit (roter Liniennummer, auch „Schnelle 6“ genannt) zwischen Eberstadt und Merck, welche die Strecke zwischen dem Ortskern des südlichen Stadtteils Eberstadt mit der Innenstadt unter Auslassung kleinerer Haltestellen deutlich schneller zurücklegte. Für die Expresszüge der Linie 6 wurden auch die Ampeln auf Grün geschaltet, was zu einer weiteren Erhöhung der Reisegeschwindigkeit führte. Nach gleichem Muster entstand 1993 eine neue Schnelllinie 10 zwischen Böllenfalltor und Griesheim Wagenhalle, die 2000 zu Gunsten eines dichteren Takts auf der Linie 9 wieder eingestellt wurde.
Es folgte ein starker Ausbau des Liniennetzes mit der Inbetriebnahme der Strecke nach Kranichstein im Dezember 2003 sowie den Streckenverlängerungen in Alsbach und Arheilgen in den Jahren danach. Es fand zeitgleich ein Umbau zahlreicher Haltestellen für den barrierefreien Betrieb (Errichtung von Bahnsteigen die den stufenlosen Einstieg in die Niederflurwagen ermöglichen) statt sowie auch ein qualitativer Ausbau der Straßenbahninfrastruktur (neue Triebwagen, Fahrgastinformationssysteme, digitale Haltestellenanzeigen etc.).
Das Jahr 2003 brachte auch eine Umstrukturierung des Liniensystems, was die Wiedereinführung der Linie 2 auf ihrem historischen Laufweg (Hauptbahnhof–Böllenfalltor) zur Folge hatte, sowie die Neueinführung der Linie 5 als Hauptlinie (Hauptbahnhof–Kranichstein) und eine Nebenlinie 4 (Kranichstein–Griesheim). Erstmals seit vielen Jahren fand an diversen Endstationen ein Linienwechsel der eingesetzten Fahrzeuge statt. So wechselte am Hauptbahnhof die Linie 2 auf die Linie 5 (und umgekehrt), in Griesheim die Linie 4 auf die Linie 9. Der Linienwechsel 2/9 erfolgt am Böllenfalltor. Mit der Verlängerung der Strecke in Alsbach im Dezember 2008 wurde das Netz an Werktagen neu geordnet. Die Schnelllinie 6 verkehrt seitdem tagsüber anstelle der Linie 8 nach Alsbach. Nach der Wiederaufnahme des Straßenbahnbetriebs nach Arheilgen wurde die Linie 6 an ihrem nördlichen Endpunkt zu den Hauptverkehrszeiten ebenfalls verlängert und verkehrt nun bis zur Endstation Arheilgen Dreieichweg.
Von Juni 2013 bis Dezember 2016 wurde die Bismarckstraße westlich der Alten Bahnhöfe grundlegend saniert. Dabei ist weitgehend eine eigene Gleistrasse entstanden. Die Linie 3 hat man in dieser Zeit vom Hauptbahnhof über die Rheinstraße zum Luisenplatz umgeleitet. Durch die Verlegung der Gleise auf einen besonderen Bahnkörper und die Errichtung niveaugleicher Bahnsteige ist die Haltestelle Feldbergstraße nach Westen zur Kirschenallee gerückt und heißt nunmehr auch Kirschenallee. Die Haltestelle Goebelstrasse ist dabei ersatzlos entfallen.
Der Campus Lichtwiese der Technischen Universität wurde durch eine neue Straßenbahnstrecke erschlossen, für die eine Untersuchung ein Nutzen-Kosten-Verhältnis von 1,66 ergeben hatte. Die als Lichtwiesenbahn bezeichnete Stichstrecke verläuft von der Haltestelle Hochschulstadion in der Nieder-Ramstädter Straße aus 1,1 Kilometer nach Osten. Es entstanden die neuen Haltestellen Hochschulstadtion und TU-Lichtwiese/Campus. Am 18. November 2019 war Baubeginn. Vormals war die Inbetriebnahme spätestens zum Fahrplanwechsel im Dezember 2021 geplant. Nach Verzögerungen beim Bau wurde die Strecke am 25. April 2022 feierlich in Betrieb genommen. Die Strecke wird von der Linie 2 im 10-Minuten-Takt bedient, welche die wegen steigender Fahrgastzahlen überlastete Buslinie KU ersetzt.

#### Streckenchronik der Elektrischen

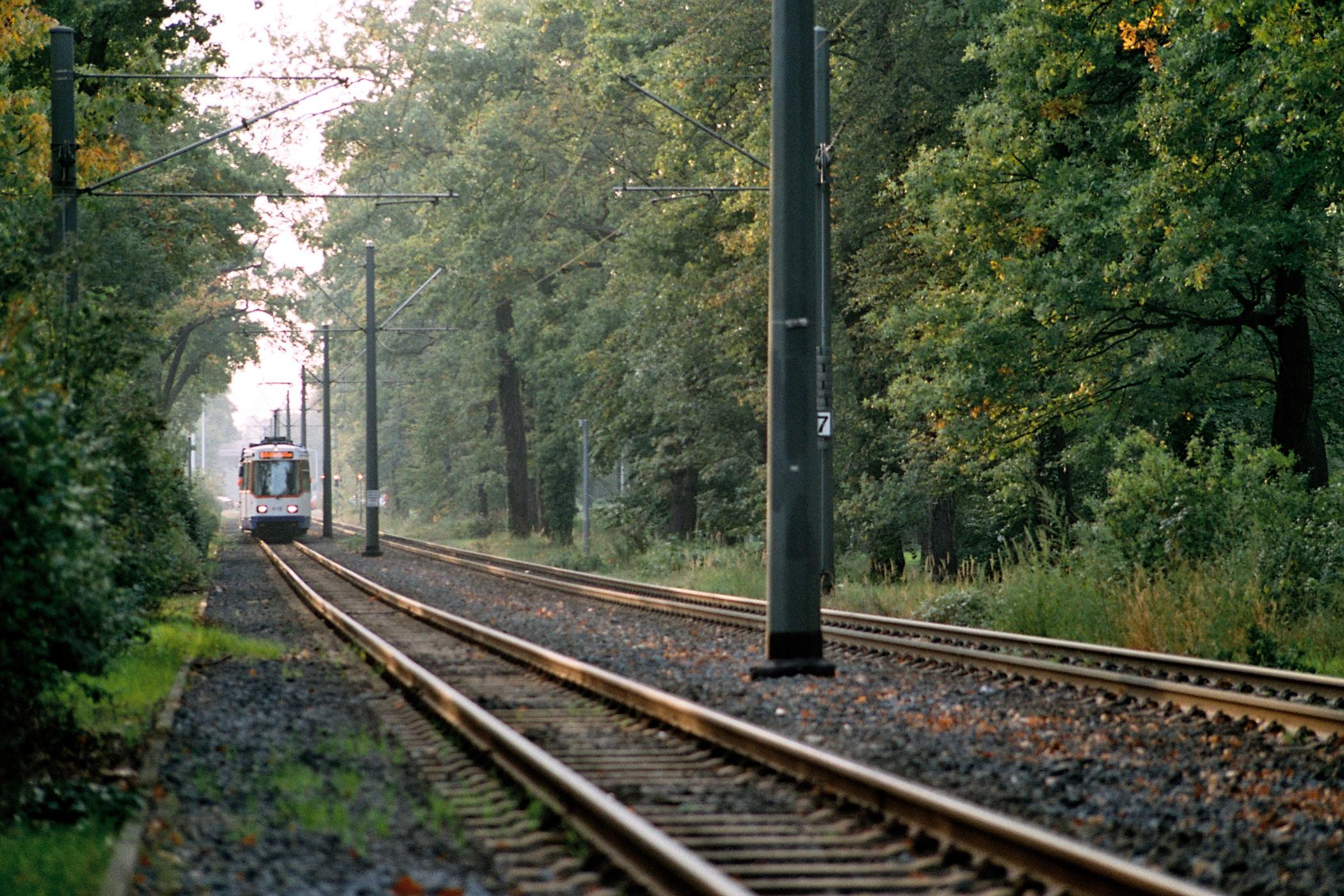
Die von Beginn an betriebene Griesheimer Strecke verläuft bis heute teilweise durch unbebautes Gebiet

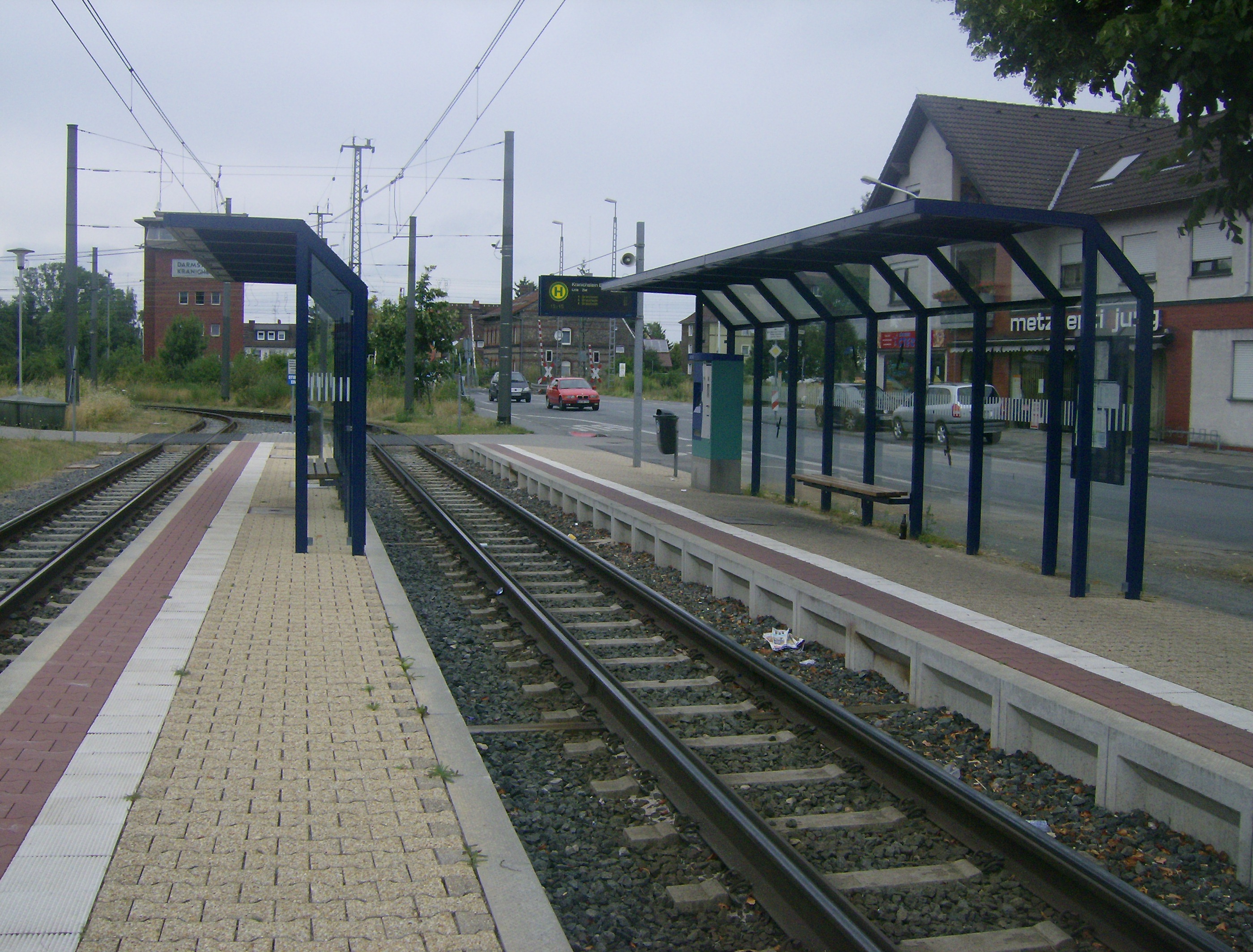
Die 2003 eröffnete Endstelle Kranichstein Bahnhof der Linien 4 und 5 verfügt über ein Überholgleis

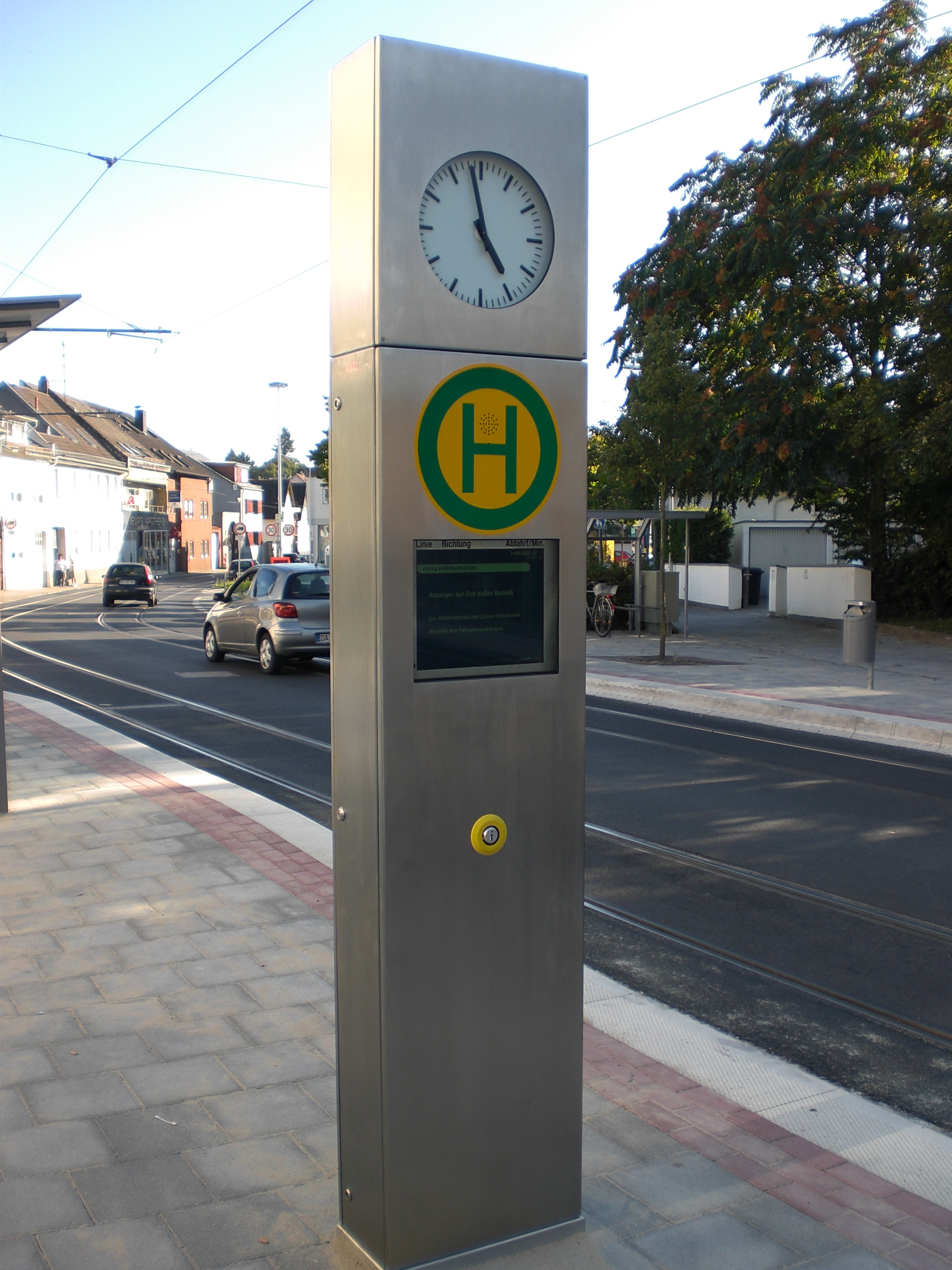
Moderne Haltestellensäule an der Haltestelle Eberstadt Kirche

2009: Oberbürgermeister Walter Hoffmann, Baudezernent Dieter Wenzel und andere bei der Wiedereröffnung der Strecke nach Arheilgen

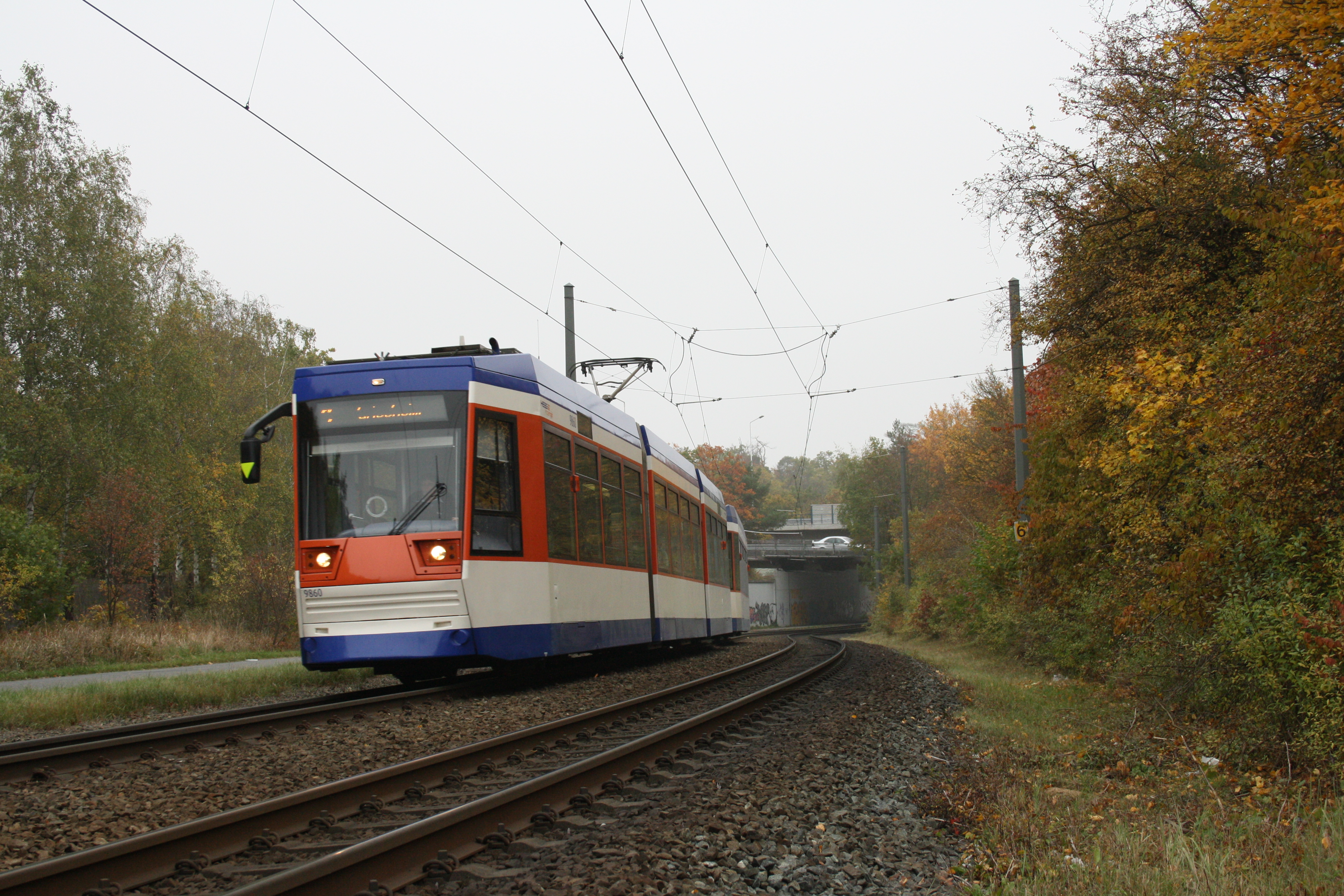
Tw 9860 kurz vor der Haltestelle Otto-Hesse-Straße

- 23. November 1897: Böllenfalltor – Schloss – Luisenplatz – Rhein-/Neckarstraße – Rheintor – Alte Bahnhöfe (weiße Linie)
- 23. November 1897: Hermannstraße – Schloss – Stiftstraße – Taunusstraße (blaue Linie)
- 30. August 1902: Taunusstraße–Fasanerie (blaue Linie)
- 14. Februar 1903: Schloss – Ludwigsplatz – Saalbaustraße (grüne Linie)
- 1. April 1903: Ludwigshöhstraße–Hermannstraße (blaue Linie)
- 1. Oktober 1903: Alte Bahnhöfe – Bismarckstraße – Wilhelm-Leuschner-Straße – Pallaswiesenstraße – Schlossgartenplatz (weiße Linie)
- 1. November 1903: Saalbaustraße–Heinrichstraße (grüne Linie)
- 1. Mai 1912: Rheintor – Berliner Allee – Hauptbahnhof (weiße und blaue Linie – erster Abschnitt wurde elektrifiziert)
- 1. Mai 1913: Schloss–Woog/Beckstraße (rote Linie)
- 1. Mai 1913: Rhein-/Neckarstraße–Landskronstraße (grüne Linie – wurde elektrifiziert – Dampfzüge aus Eberstadt fuhren dennoch weiter)
- 16. Mai 1913: Betriebseinstellung Saalbaustraße–Heinrichstraße (gelbe Linie)
- 16. Mai 1913: Saalbaustraße–Rhein-/Neckarstraße (gelbe Linie)
- 1. Oktober 1913: Woog/Beckstraße–Ostbahnhof (rote Linie)
- 1. Dezember 1913: Betriebseinstellung Rheintor – Alte Bahnhöfe – Lagerhausstraße (rote Linie)
- 1. Dezember 1913: Luisenplatz – Bismarckstraße/Gericht – Wilhelm-Leuschner-Straße (rote Linie – erster Abschnitt wurde elektrifiziert)
- 1. Dezember 1913: Hauptbahnhof – Goebelstraße – Lagerhausstraße (gelbe und blaue Linie)
- 1. April 1914: Stiftstraße–Mathildenhöhe (gelbe Linie)
- 1. Mai 1914: Landskronstraße – Eberstadt Wartehalle – Eberstadt Friedhof (grüne Linie – erster Abschnitt wurde elektrifiziert – 1200 Volt)
- 1. August 1914: Betriebseinstellung Schloss – Ludwigsplatz – Saalbaustraße – Rhein-/Neckarstraße (gelbe Linie)
- 1. August 1914: Betriebseinstellung Stiftstraße–Mathildenhöhe (gelbe Linie)
- 1918: Goebelstraße–Rodensteinweg (Linienverkehr erst ab 1. Juli 1929)
- 29. März 1923: Berliner Allee–Waldfriedhof (Linie 4 und 9)
- 18. Dezember 1924: Bismarckstraße – Rhönring – Merck (Linie 8)
- 12. Mai 1926: Fasanerie–Oberwaldhaus (Linie 7 – Linie 6 war zu der Zeit nur Verstärker mit verkürztem Laufweg)
- 13. Oktober 1926: Waldfriedhof–Griesheim Wagenhalle (Linie 9)
- 26. Oktober 1926: Merck–Arheilgen Hofgasse (Linie 8)
- 30. November 1926: Griesheim Wagenhalle–Griesheim Schule (heute: Platz Bar-le-Duc – Linie 9)
- 20. August 1927: Schlossgartenplatz–Heinheimer Straße (Linie 5)
- 15. Mai 1936: Eberstadt Friedhof–Seeheim (Linie 8 – 1200 Volt)
- 25. Mai 1936: Seeheim–Jugenheim (Linie 8 – 1200 Volt)
- 3. Februar 1946: Die 1200-Volt-Außenstrecke (Landskronstraße–Jugenheim) wurde dem Stadtnetz angeglichen (600 Volt)
- 5. Mai 1960: Betriebseinstellung Wilhelm-Leuschner-Straße – Pallaswiesenstraße – Schloßgartenplatz – Heinheimer Straße (Linie 5)
- 19. März 1966: Ludwigshöhstraße–Lichtenbergschule (Linie 3)
- 10. Juni 1968: Betriebseinstellung Goebelstraße–Rodensteinweg (Linie 6)
- 22. August 1970: Betriebseinstellung Schloss – Stiftstraße – Taunusstraße – Fasanerie – Oberwaldhaus (Linie 6)
- 18. August 1979: Jugenheim–Alsbach Beuneweg (Linie 8)
- 12. Oktober 1986: Betriebseinstellung Schloss – Woog – Ostbahnhof (Linie 4)
- 1. Juli 2002: Hauptbahnhof–Mozartturm Verbindungskurve an der Kreuzung Berliner Allee/Rheinstraße/Goebelstraße (Damit war es nun auch möglich, die Griesheimer Linien umzuleiten)
- 13. Dezember 2003: Rhönring–Kranichstein Bahnhof (Linien 4 und 5), erste Probefahrten ab dem 17. November 2003
- 17. Dezember 2006: Betriebseinstellung Gleisschleife Merck–Arheilgen Hofgasse wegen Umbauarbeiten (Linien 7 und 8)
- 14. Dezember 2008: Alsbach Beuneweg–Alsbach Am Hinkelstein (Linien 6 und 8)
- 22. Juni 2009: Gleisschleife Merck–Arheilgen Hofgasse nach Umbauarbeiten (Linien 6, 7 und 8)
- 7. August 2011: Arheilgen Löwenplatz–Arheilgen Dreieichweg (Linien 6, 7 und 8); erste Probefahrten ab dem 1. Juli 2011
- 3. Juni 2013: Vorübergehende Betriebseinstellung Willy-Brandt-Platz–Hauptbahnhof wegen Umbauarbeiten (Linie 3)
- 11. Dezember 2016: Wiedereröffnung Willy-Brandt-Platz-Hauptbahnhof nach Umbauarbeiten
- 25. April 2022: Inbetriebnahme der Neubaustrecke Lichtwiesenbahn zwischen Jahnstraße und TU/Lichtwiese (Linie 2)

#### Umbenennungen von Haltestellen
Die Sortierung erfolgt aus der Stadtmitte zu den Enden der jeweiligen Strecke (aufgehoben = nicht mehr mit Straßenbahnen bedient):
- Louisenplatz → Luisenplatz (1909) → Adolf-Hitler-Platz (1933) → Luisenplatz (1945)

Luisenplatz – Böllenfalltor:
- Ernst-Ludwig-Platz → Schloß
- Marktplatz aufgehoben (nach dem Zweiten Weltkrieg)
- Holzstraße eingerichtet (November 1980), aufgehoben (25. Juli 2005), diese Haltestelle wurde in der Neubauzeit vom 19. September bis zum 12. November 2005 als Ersatzhaltestelle Schloss verwendet
- Stadtkirche aufgehoben (nach dem Zweiten Weltkrieg)
- Capellplatz → Kapellplatz (1909/10) aufgehoben (vor dem Zweiten Weltkrieg)
- Hochstraße aufgehoben (nach dem Zweiten Weltkrieg)
- Roßdorfer Straße → Roßdorfer Platz → Roßdorfer Straße (22. Oktober 1967) → Roßdorfer Platz (26. Mai 1974)
- Heinrichstraße aufgehoben (nach dem Zweiten Weltkrieg)
- Heerdtweg → Herdweg (1909/10)
- Ohlystraße aufgehoben (nach dem Zweiten Weltkrieg)
- Schieshausstraße → Jahnstraße → Hochschulstadion (12. Dezember 2010) → Jahnstraße (25. April 2022)
- Steinberg/Stadion → Merck-Stadion (13. Dezember 2015)

Jahnstraße – TU Lichtwiese/Campus
- Kletterhalle (Arbeitstitel) → Hochschulstadion eingerichtet (25. April 2022)
- TU Lichtwiese/Campus eingerichtet (25. April 2022)

Luisenplatz – Hauptbahnhof (- Rodensteinweg):
- Grafenstraße aufgehoben (vor dem Zweiten Weltkrieg)
- Saalbaustraße aufgehoben (nach dem Zweiten Weltkrieg)
- Neckarstraße → Rhein-/Neckarstraße
- Casernenstraße → Landgraf-Phillips-Anlage aufgehoben (1. Mai 1913)
- Rheintor → Feldbergstraße → Rheintor (31. Mai 1959) aufgehoben (28. Mai 1972)
- Bleichstraße aufgehoben (1. Mai 1913)
- Bahnhöfe aufgehoben (1. Mai 1913)
- Festhalle → Gerauer Allee → Berliner Allee (31. Mai 1959)
- Hauptbahnhof eingerichtet (1. Mai 1912)
- Otto-Wolfskehl-Straße eingerichtet (1. Mai 1913) → Hochwaldring (1938) → Otto-Wolfskehl-Straße (1946) → Goebelstraße aufgehoben (17. März 2003)
- Rodensteinweg aufgehoben (10. Juli 1968)

Schulstraße – Lichtenbergschule:
- Hügelstraße aufgehoben (nach 1910)
- Kiesstraße aufgehoben (nach 1910)
- Annastraße aufgehoben (nach 1910)
- Steinackerstraße aufgehoben (nach 1910)
- Wilhelmstraße aufgehoben (nach 1910), Goethestraße wieder eingerichtet (mit neuen Namen – 1. April 1957)
- Hermannstraße → Freiberger Platz (29. Mai 1994)
- Niederstraße aufgehoben (nach 1910)
- Bessunger Kirche → Orangerie Garten (nach 1910) → Orangerie (nach dem Zweiten Weltkrieg)
- Sandbergstraße aufgehoben (nach 1910)
- Weinbergstraße aufgehoben (nach 1910), wieder eingerichtet (22. Mai 1966) → Knabenschule (15. Dezember 2024)
- Moosberstraße aufgehoben (nach 1910)
- Landskronstraße → Ludwigshöhstraße (nach dem Zweiten Weltkrieg)
- Lichtenbergschule eingerichtet (19. März 1966)

(Heinheimer Straße –) Klinikum – Hauptbahnhof(Goebelstraße):
- Heinheimer Straße aufgehoben (15. Mai 1960)
- Dietrich-Eckart-Platz → Friedrich-Ebert-Platz (nach dem Zweiten Weltkrieg), aufgehoben (15. Mai 1960)
- Schloßgartenplatz aufgehoben (nach 1910)
- Mollerstraße aufgehoben (nach dem Zweiten Weltkrieg)
- Kahlertstraße aufgehoben (15. Mai 1960)
- Alicestraße aufgehoben (nach 1910)
- Landwehrstraße aufgehoben (nach 1910)
- Wendelstadtstraße → Sudetengaustraße (1938) → Wilhelm-Leuschner-Straße (nach dem Zweiten Weltkrieg) → Klinikum (1. Juni 1997)
- Casinostraße → Kasinostraße (nach 1910)
- Weiterstädter Straße → Feldbergstraße (nach dem Zweiten Weltkrieg), aufgehoben (11. Dezember 2016)
- Kirschenallee eingerichtet (11. Dezember 2016)

Schloß (– Ostbahnhof):
- Stiftstraße → Mühlstraße (nach dem Zweiten Weltkrieg) → Teichhausstraße (22. Mai 1966), aufgehoben (12. Oktober 1986)
- Beckstraße → Woog (31. Mai 1959), aufgehoben (12. Oktober 1986)
- Ostbahnhof aufgehoben (12. Oktober 1986)

(Heidelberger Straße – Schloß/)Kongresszentrum (– Oberwaldhaus):
- Heinrichstraße aufgehoben (16. Mai 1913)
- Saalbau aufgehoben (16. Mai 1913)
- Marienplatz aufgehoben (16. Mai 1913)
- Saalbaustraße aufgehoben (1. August 1914)
- Grafenstraße aufgehoben (1. August 1914)
- Wilhelminenstraße aufgehoben (1. August 1914)
- Ludwigplatz aufgehoben (1. August 1914)
- Schuchardstraße aufgehoben (1. August 1914)
- Museum aufgehoben (nach 1910)
- Hoftheater aufgehoben (nach dem 11. September 1944), Kongresszentrum wieder eingerichtet (mit neuen Namen – 2005)
- Infanteriekaserne aufgehoben (nach 1910)
- Mühl-/Heinheimer Straße → Balonplatz → Magdalenenstraße aufgehoben (23. August 1970)
- Stiftstraße aufgehoben (23. August 1970)
- Mathildenhöhe aufgehoben (1. August 1914)
- Taunusstraße aufgehoben (23. August 1970)
- Ringstraße → Odenwaldbahn → Ringstraße → Spessartring (nach dem Zweiten Weltkrieg), aufgehoben (23. August 1970)
- Rosenhöhenweg aufgehoben (nach 1910)
- Ausweiche → Regerweg (nach dem Zweiten Weltkrieg), aufgehoben (23. August 1970)
- Heiliges Kreuz aufgehoben (nach 1910)
- Fasanerie aufgehoben (23. August 1970)
- Oberwaldhaus aufgehoben (23. August 1970)

Luisenplatz – Arheilgen:
- Mathildenplatz aufgehoben (nach dem Zweiten Weltkrieg)
- Landwehrstraße → Bismarckstraße (1950/51) → Bismarckstraße/Gericht (1974/75) → Willy-Brandt-Platz (29. Mai 1994)
- Alicenstraße aufgehoben (nach dem Zweiten Weltkrieg)
- Frankfurter Straße → Pallaswiesenstraße
- Schlachthaus → Gaswerk → Stadtwerke (nach dem Zweiten Weltkrieg) → Rhönring (1955/56)
- Firma Merck → Merck (nach dem Zweiten Weltkrieg)
- Hammelstrifft aufgehoben (nach dem Zweiten Weltkrieg), Gleisschleife Merck wieder eingerichtet (mit neuen Namen – 22. Oktober 1979) → Maulbeerallee (11. Dezember 2011)
- Arheilgen → Hofgasse (22. Oktober 1967) → Löwenplatz (12. Juli 2011[19])
- Messeler Straße eingerichtet (7. August 2011)
- Kolpingweg eingerichtet (7. August 2011)
- Dreieichweg eingerichtet (7. August 2011)

Rhein-/Neckarstraße – Alsbach:
- Heidelberger Straße → Eschollbrücker Straße
- Ahastraße aufgehoben (nach dem Zweiten Weltkrieg)
- Chausseehaus → Bessunger Straße
- Weinbergstraße aufgehoben (nach dem Zweiten Weltkrieg)
- Moosbergstraße → Moosberg-/Landskronstraße (1955/56) → Landskronstraße (31. Mai 1959)
- Lincoln Siedlung eingerichtet (9. Dezember 2018)
- Ludwigshöhe → Pelzschneiße (nach dem Zweiten Weltkrieg) → Marienhöhe (22. Mai 1966)
- Hindenburgstraße → Friedrich-Ebert-Straße (nach dem Zweiten Weltkrieg)
- Waldfriede → Carl-Ulrich-Straße (30. Mai 1965)
- Von-Ketteler-Straße eingerichtet (22. Mai 1966)
- Eberstadt → Wartehalle
- Modaubrücke eingerichtet (31. Oktober 1971)
- Frankenstein → Friedhof (1960/61)
- In der Kirchtanne → Frankenstein (1960/61)
- Eberstädter Straße → Wilhelm-Leuschner-Straße (nach dem Zweiten Weltkrieg) → Im Güldenen Wingert (16. Januar 1983)
- Schulstraße → Neues Rathaus (11. Oktober 1981)
- Bahnhof → Bahnhofstraße (22. Oktober 1967) → Tannenbergstraße (11. Oktober 1981)
- Jugenheim → (Jugenheim) Ludwigstraße (18. August 1979)
- Bickenbacher Straße eingerichtet (18. August 1979)
- Beuneweg eingerichtet (18. August 1979)
- Melibokusschule (Arbeitstitel) → Am Hinkelstein eingerichtet (14. Dezember 2008)

Berliner Allee – Griesheim:
- Richthofenbunker aufgehoben (nach dem Zweiten Weltkrieg), Mozart-Turm wieder eingerichtet (mit neuen Namen – 1974/75) → TZ Rhein/Main (11. Dezember 2016)
- Rabenaustraße → Robert-Bosch-Straße (23. Oktober 1966) → Maria-Goeppert-Straße (28. Mai 2000)
- Otto-Hesse-Straße/Autobahn → Otto-Hesse-Straße (nach dem Zweiten Weltkrieg)
- Flughafen → Flugplatz (1962) → Flughafenstraße (23. Oktober 1966)
- Abzweigung Schießplatz → Möllers Brauerei → St. Stephan (nach dem Zweiten Weltkrieg)
- Schießplatz aufgehoben (nach dem Ersten Weltkrieg)
- Mozartstraße → Kantstraße (1. April 1966)
- Betriebs Bahnhof → Wartehalle (nach dem Zweiten Weltkrieg) → Wagenhalle (1962)
- Griesheim (SEG-Bahnhof) → Hofmannstraße aufgehoben (nach dem Zweiten Weltkrieg), wieder eingerichtet (1. November 1987) → Griesheimer Markt (29. Mai 1988) → Am Markt (29. Mai 1994) → Hans-Karl-Platz/Am Markt (1. Juni 1997)
- Gemeindehaus eingerichtet (30. November 1926) → Schule (1951) → Platz Bar-le-Duc (23. Oktober 1977)

## Fahrzeuge

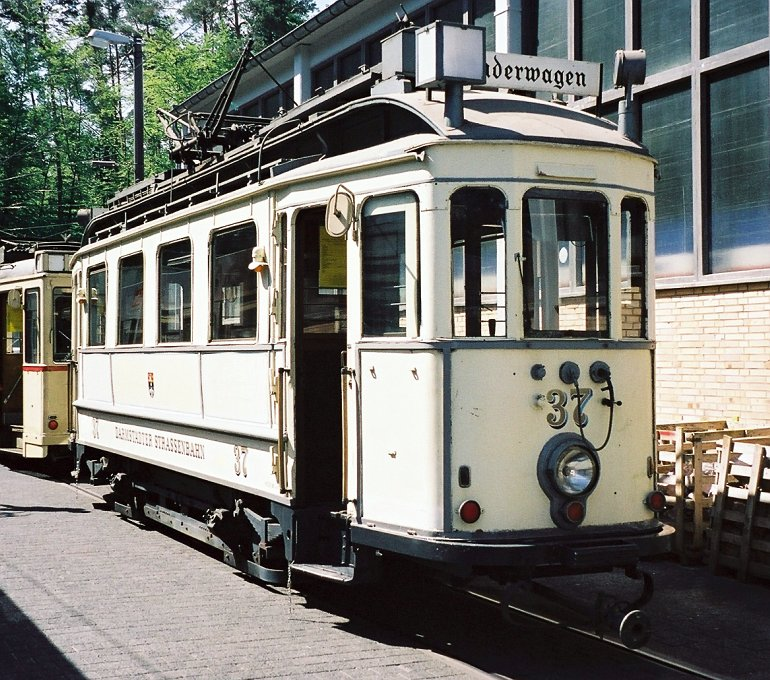
Triebwagen 37 der Serie ST 2, Baujahr 1913

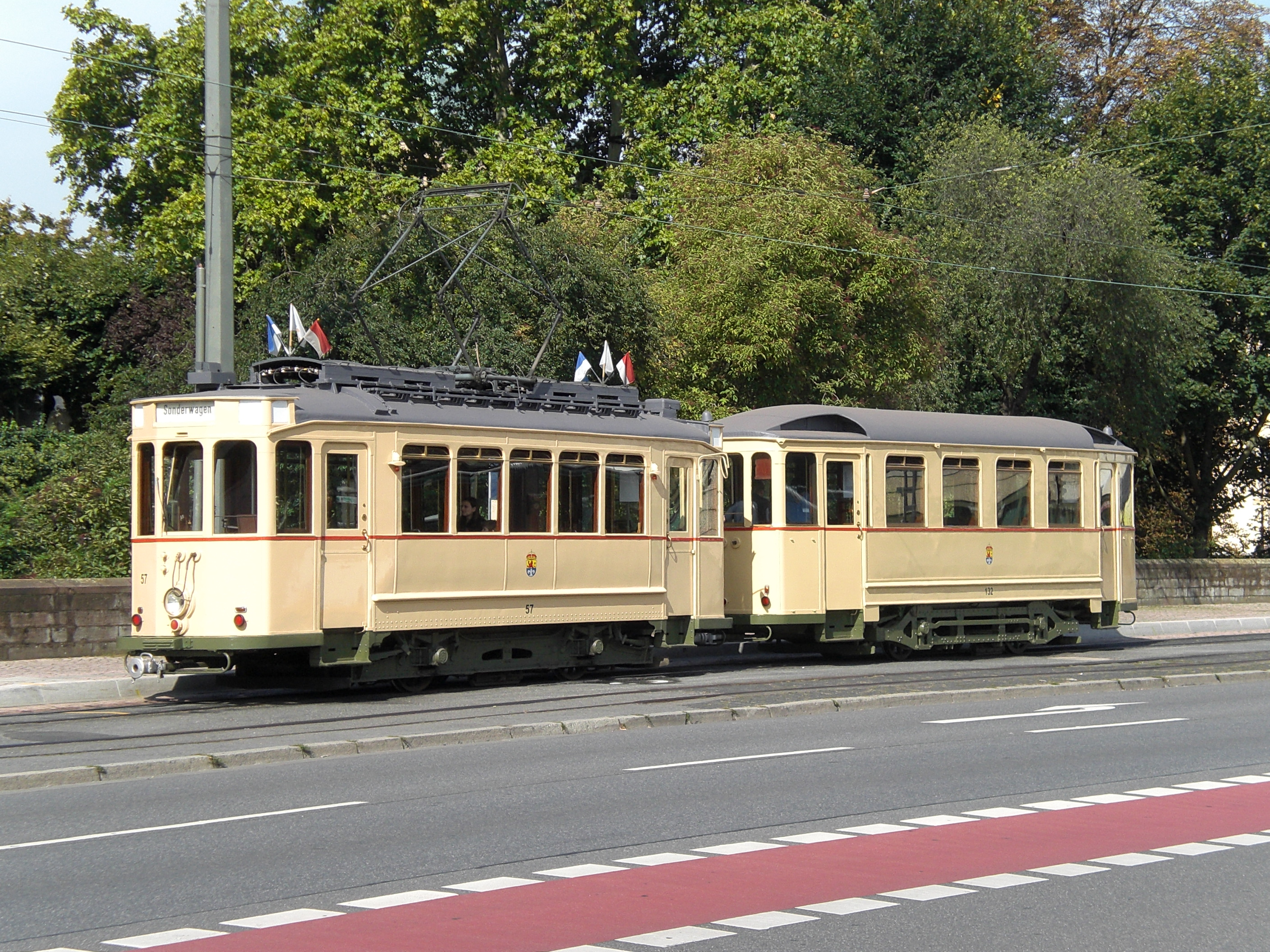
Triebwagen 57 der Serie ST 3 mit Beiwagen 132 der Serie SB 3

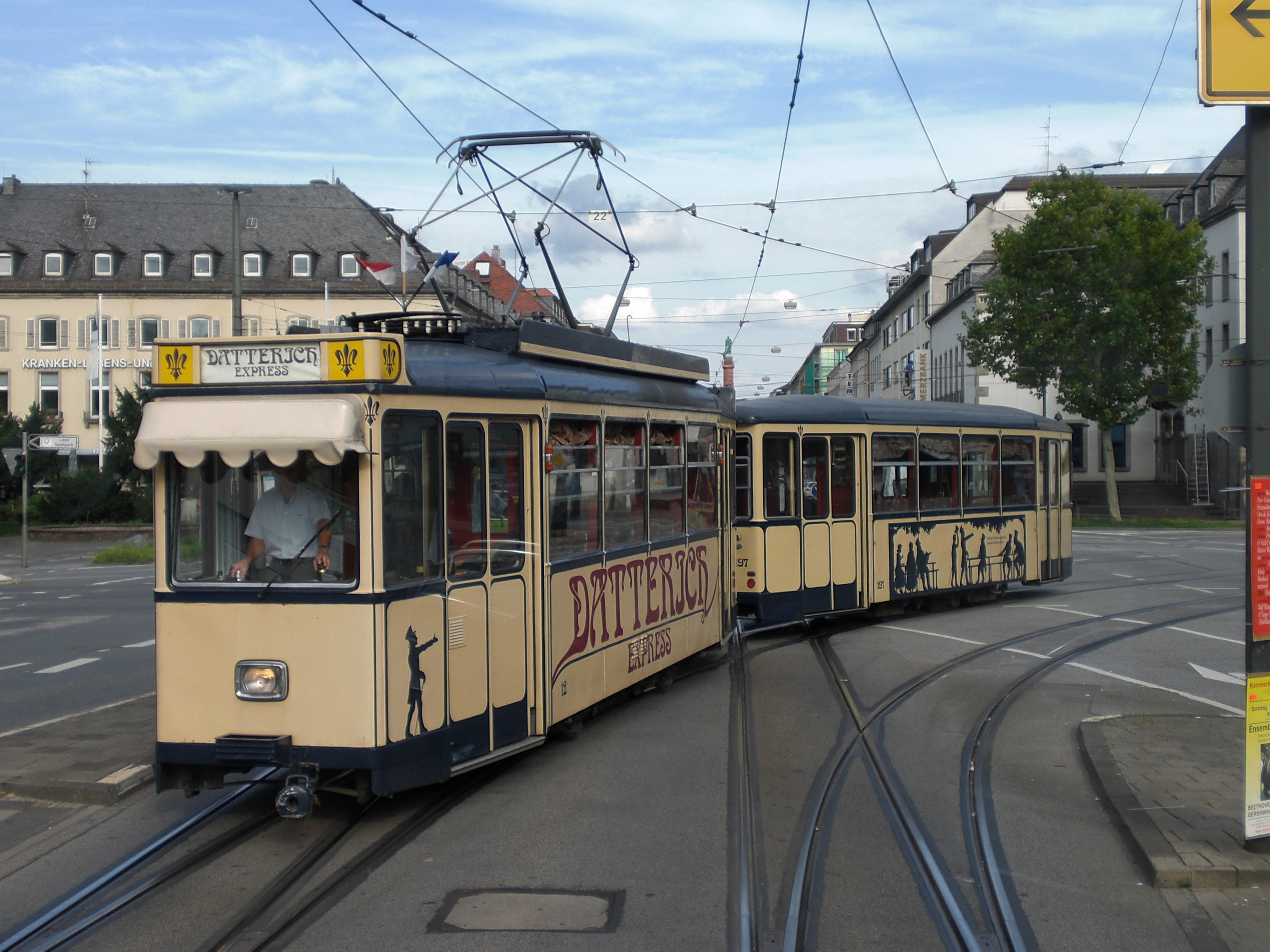
Triebwagen 12 der Serie ST 6 mit Beiwagen 197 der Serie SB 6 als „Datterich-Express“

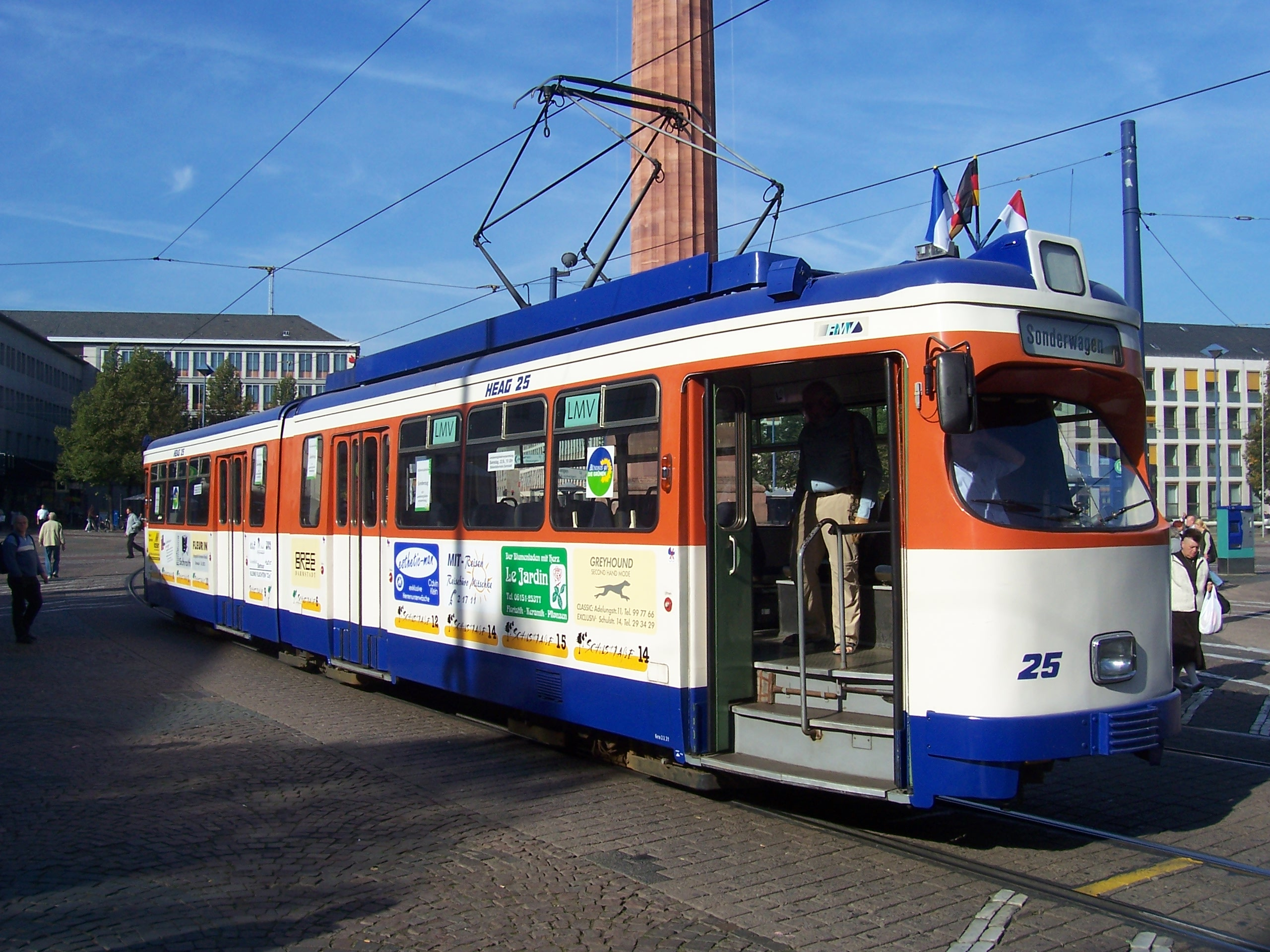
Triebwagen 25 der Serie ST 7

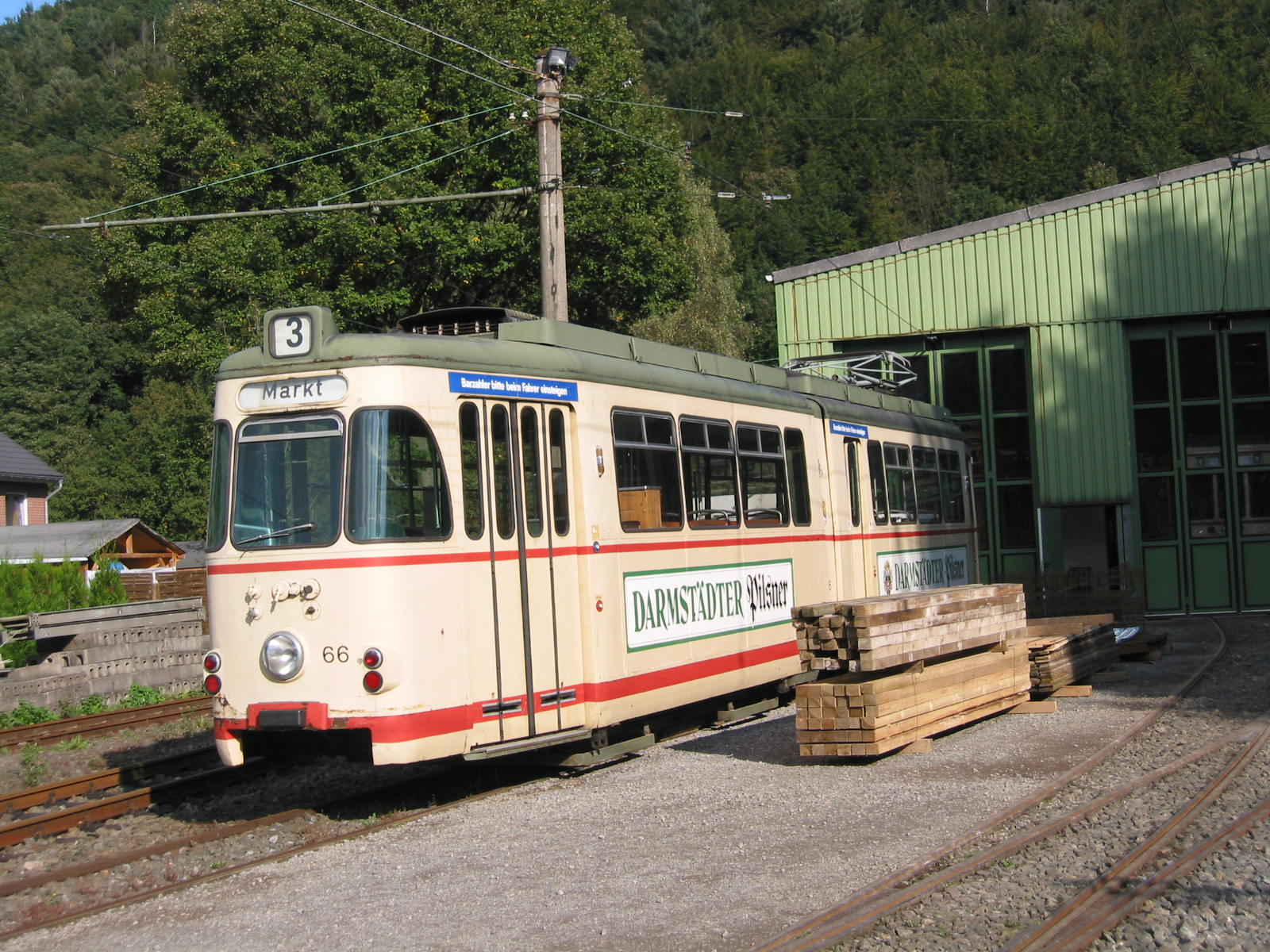
Triebwagen 66 der Serie ST 9 im Bergischen Straßenbahnmuseum

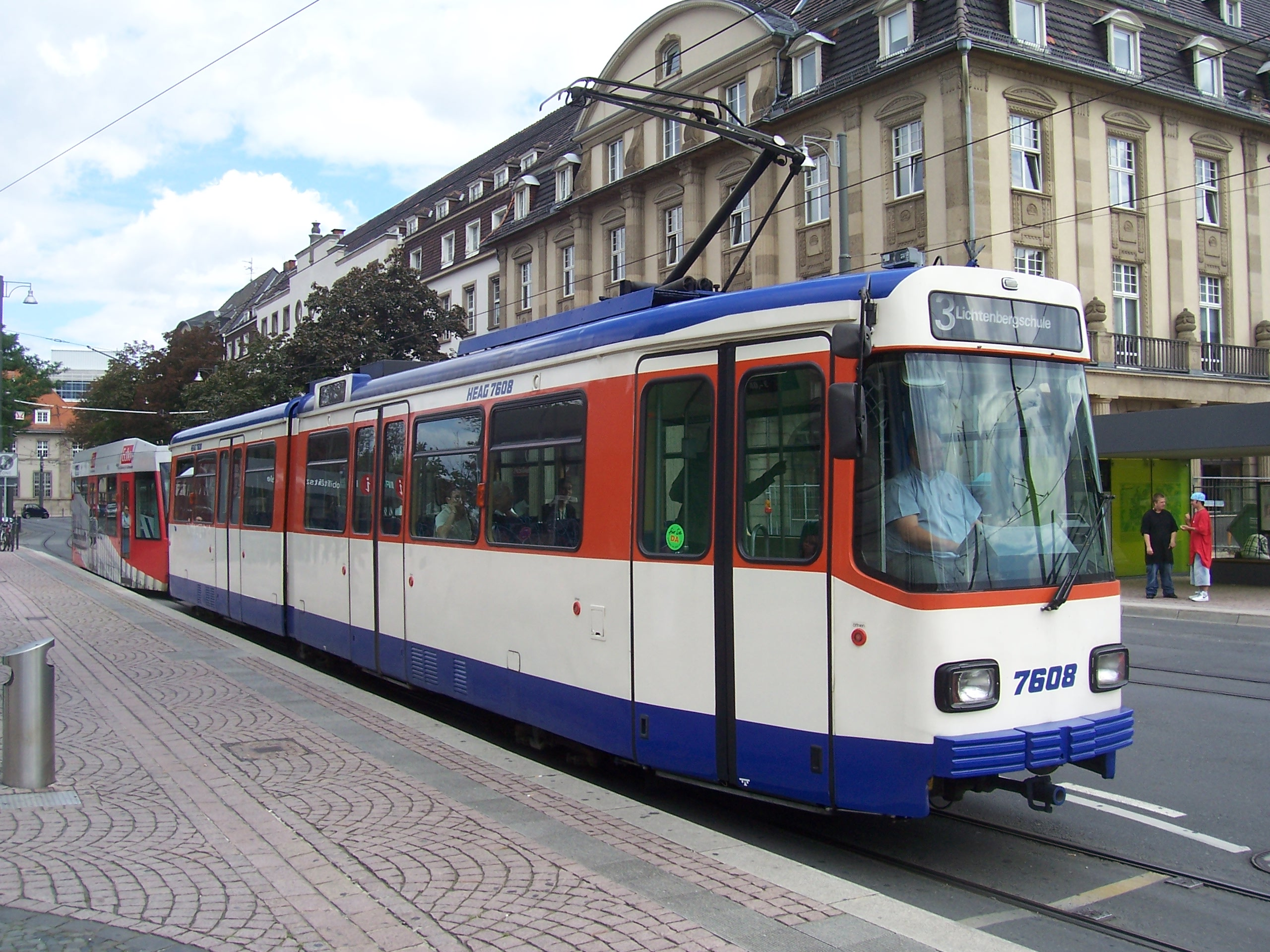
Triebwagen 7608 der Serie ST 10

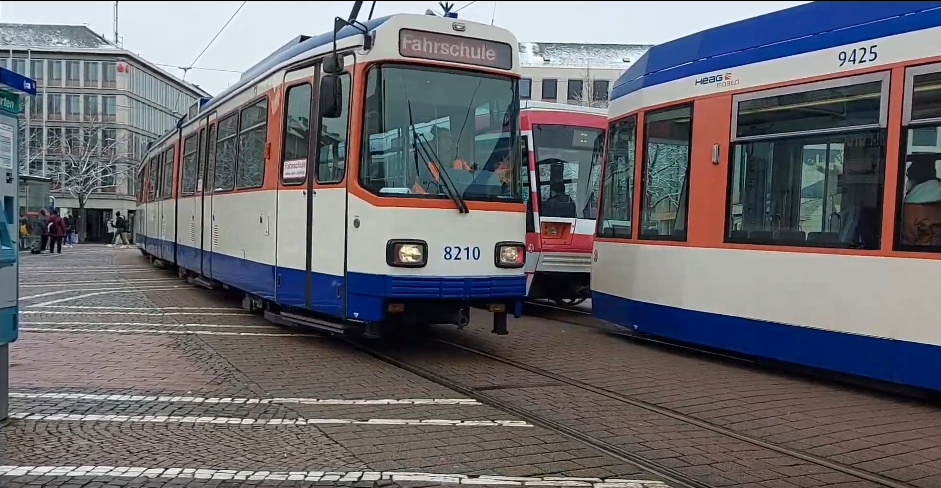
Triebwagen 8210 der Serie ST11, Baujahr 1982, April 2022

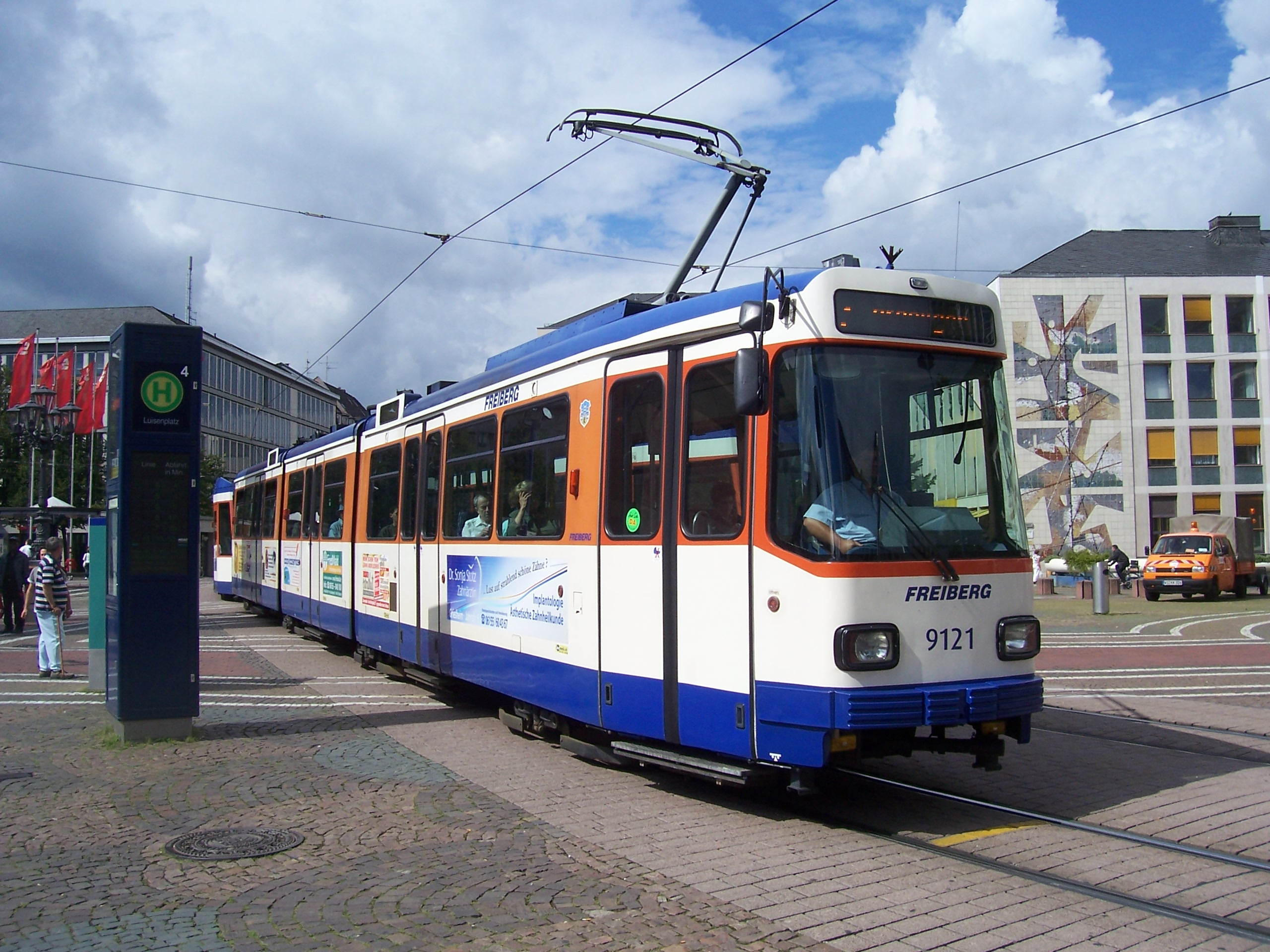
Triebwagen 9121 der Serie ST 12

### Bezeichnungsschema
Die in Darmstadt eingesetzten Straßenbahnen werden ihrer Bauart nach als ST (für Straßenbahn-Triebwagen) beziehungsweise SB (für Straßenbahn-Beiwagen), gefolgt von einer laufenden Nummer je Bauserie bezeichnet. Die jeweils erste Triebwagenserie (1–18 von 1897) und die erste Beiwagenserie (101–106 von 1899) wurden bei der Einführung dieser ST- und SB-Bezeichnung (vermutlich 1946) nicht mehr berücksichtigt, da sie nicht mehr existent oder nur noch als Arbeitswagen im Einsatz waren. Die Triebwagen waren entweder Arbeitstriebwagen oder Beiwagen der Serie SB 4, die Beiwagen (aus dem Jahr 1899) wurden bereits 1935 ausgemustert. Die Bauseriennummer ist nicht immer fortlaufend, insbesondere bei der Beschaffung von Gebrauchtfahrzeugen wurde davon abgewichen. Dies war bei der Serie ST 0 (ehemals Marburg 1951) und ST 6' und SB 6' (ehemals Regensburg 1964) der Fall. Somit konnten die gleichartigen Trieb- und Beiwagenserien dieselbe Ziffer erhalten (Kriegsstraßenbahnwagen: ST 5/SB 5 – 1948, Verbandstyp II: ST 6/SB 6 – 1951/55 und die ersten Gelenktrieb- und Großraumbeiwagen: ST 7/SB 7 – 1961/65). Seit der Beschaffung der Remscheider Triebwagen (1969 als ST 9) ist die Bezeichnung fortlaufend, da die Abkehr vom Beiwagenbetrieb geplant war (Ist bis heute aber nicht geschehen). Aber ein ST-9-Triebwagen (Ausgemustert 1992) hat nie einen SB 9-Beiwagen (Baujahr 1994) gezogen.
1. System: 1897–1945
Bis 1944 erhielten die Triebwagen ein- bis zweistellige Nummern fortlaufend von Nummer 1–79 und die Beiwagen dreistellige Nummern im 100er-Bereich (101–156). Arbeitstriebwagen erhielten 90er-Nummern (93–98), die Arbeits- und Marktbeiwagen hatten 300er-Nummern.
2. System: 1946–1969 (Beiwagen 1987)
1946–1969 (Beiwagen 1987) bleiben die Nummern für den Personenverkehr im Prinzip gleich, nur begann man stets mit einer 1 in der Nummer (1948: Die ST 5-Tw 81 – 85 und die SB 5-Bw 171 – 179). Ausnahme: 1964 die Ex-Regensburger Tw wurden mit den Nummern 86 – 89 versehen. So kam es zur Lücke bei der Nummer 80 und 90. Damit begann auch die Zeit der Zweitbelegungen: ST 0 „1“ und „2“, ST 6 „11“–„19“, ST 7 „21“–„33“, ST 9 „61“–„66“, SB 7 „151“–„156“ (Serie ging bis „162“) und SB 8 „171“–„178“. Die ST 8-Triebwagen verdrängten die Arbeitstriebwagen, die dann einstellige Ziffern trugen (ST 8 „91“, „92“, „93“–„97“ in zweiter beziehungsweise sogar dritter Belegung. Die Arbeitstriebwagen die Nummern „4“, „6“ und „7“). Die Arbeitsbeiwagen hatten 1946 ihre 300er-Nummer an die Dieselomnibusse abtreten müssen und fuhren seither im 500er-Bereich.
- 0xx, Straßenbahntriebwagen. Die Ziffer 0 wurde jedoch nicht vor die zweistelligen Wagennummern gesetzt (Ausnahme: auf andere Fahrschalter umgebaute Fahrzeuge der Serie ST 7). Besonderheiten innerhalb dieses Nummernkreises: Für Arbeitstriebwagen waren die 90er-Nummern vorgesehen und in Gebrauch. Mit Inbetriebnahme der Serie ST 8 wurden die wenigen Arbeitswagen (zuletzt Tw 4) mit einstelligen Nummern bezeichnet.
- 1xx, Straßenbahnbeiwagen
- 2xx, Oberleitungsbusse
- 3xx, Dieselbusse
- 4xx, Busanhänger
- 5xx, Arbeitsbeiwagen
- 6xx und noch höher, sonstige Fahrzeuge des HEAG-Konzerns.

Das Nummernschema wurde später aufgebrochen. So erhielten die ehemals Regensburger Beiwagen die Nummern 199–202 (1964) und kamen damit in das Nummernschema der ehemaligen Oberleitungsbusse (aufgegeben 1963). Ebenso wurden später Dieselbusse auch in die Nummernkreise 200 und 400 aufgenommen.
3. System: 1976 (Beiwagen 1994) bis 2007
Seit 1976 (Beiwagen 1994) werden vierstellige Wagennummern vergeben, deren ersten beiden Ziffern aus der jeweiligen Jahreszahl bestehen, gefolgt von einer laufenden Zahl. Die Jahreszahl allerdings ist nicht immer übereinstimmend mit der Lieferung aller Fahrzeuge einer Serie. So erhielt die Serie ST 10 die Zahlen 7601–7608, obwohl nur das erste Fahrzeug 1976, der Rest 1977 ausgeliefert wurde. Umgekehrt erhielt die Serie ST 12 die Zahlen 9115–9124, obwohl hier das erste Fahrzeug abweichend noch im Dezember 1990 geliefert wurde (und somit hätte man die Serie analog zur Serie ST 10 auch als 9015–9024 nummerieren können). Eine Unterscheidung zwischen Trieb- und Beiwagen wird nicht mehr vorgenommen. Allerdings wurde das Schema der fortlaufenden Nummerierung 2015 unterbrochen. Der aus einem Augsburger M8C umgebaute neue Arbeitswagen, sowie der zugehörige Schneepflug auf Basis eines M8C-Drehgestells erhielten nicht die logisch folgenden freien Nummern 1593 und 1594 (nach dem letzten ST 14-Triebwagen 0792), sondern 1501 und 1502. Die Fahrzeuge der Baureihe ST 15, die seit Dezember 2022 ausgeliefert wird, erhalten fünfstellige Nummern (22101 - 22125).

### Fahrzeugeinsatz
Im regulären Linieneinsatz befinden sich die Triebwagen der Baureihen ST12, ST13, ST14 und ST15 sowie die Beiwagen der Baureihe SB9. Bei den Triebwagen der Baureihe ST12 handelt es sich um Hochflurfahrzeuge. Für die Gewährleistung der Barrierefreiheit führt jeder Hochflur-Triebwagen grundsätzlich einen Niederflur-Beiwagen der Baureihe SB9 mit. Auch die Niederflur-Triebwagen ST13 und ST14 führen häufig einen Beiwagen, allerdings gibt es insgesamt weniger Beiwagen als Triebwagen, weshalb ein Einsatz von Beiwagen nicht auf allen Fahrten möglich ist.

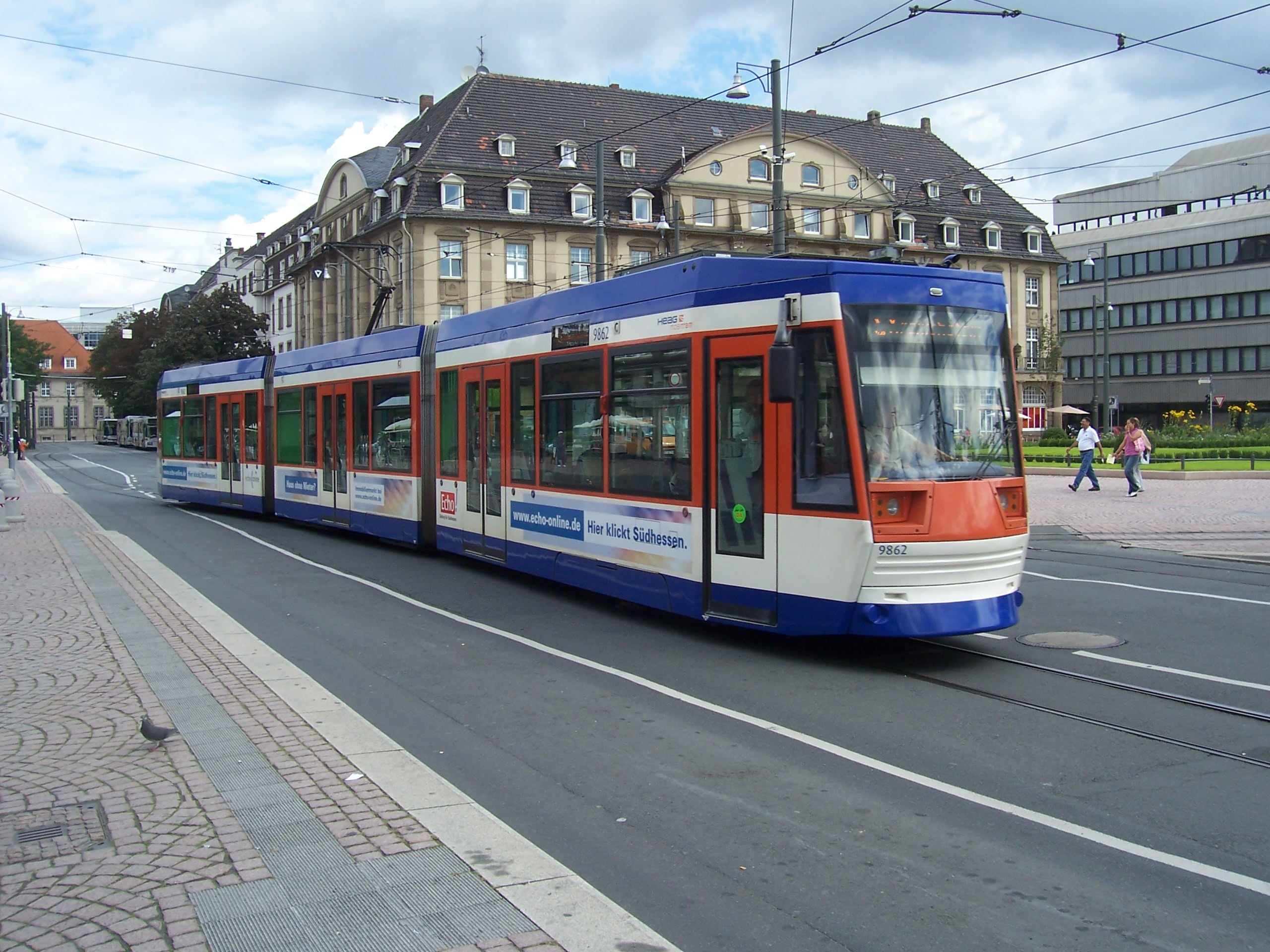
Triebwagen 9862 der Serie ST 13

Die Triebwagen der Baureihen ST13 und ST14 kommen auf allen Linien zum Einsatz. Die Hochflurfahrzeuge der Baureihe ST12 kommen regulär auf allen Linien außer der Linie 3 zum Einsatz.
Auf der Linie 3 ist streckenbedingt ein Betrieb mit Beiwagen nicht möglich, weshalb dort ausschließlich Niederflur-Triebwagen ohne Beiwagen zum Einsatz kommen.

Seit Sommer 2020 fahren die Linien 2 und 3 teilweise in gemeinsamen Umläufen mit Linienwechsel am Hauptbahnhof, wodurch ein Einsatz von Beiwagen auch auf der Linie 2 nicht mehr möglich ist. In Schulferien fährt die 2 linienrein.

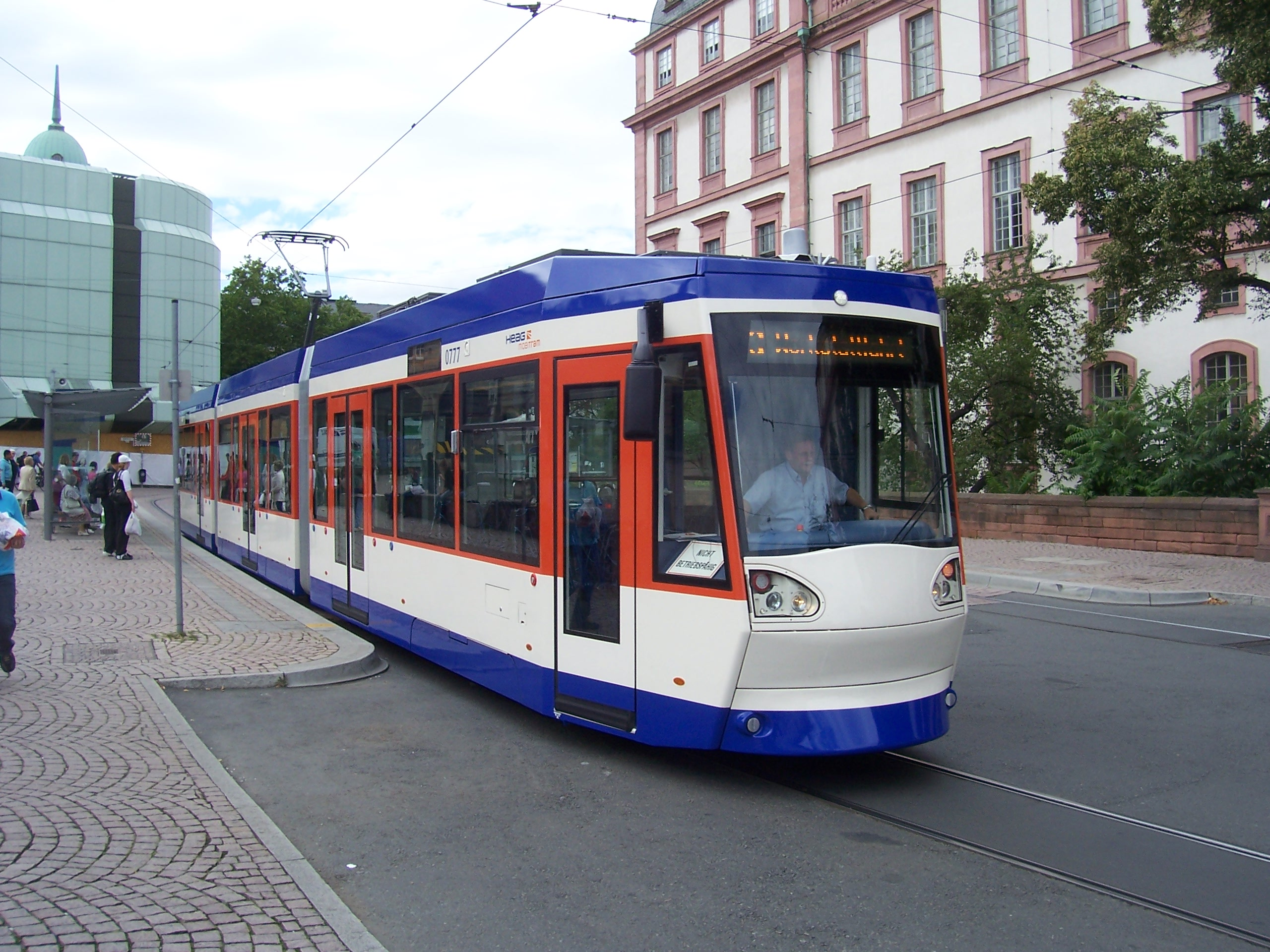
Triebwagen 0777 der Serie ST 14

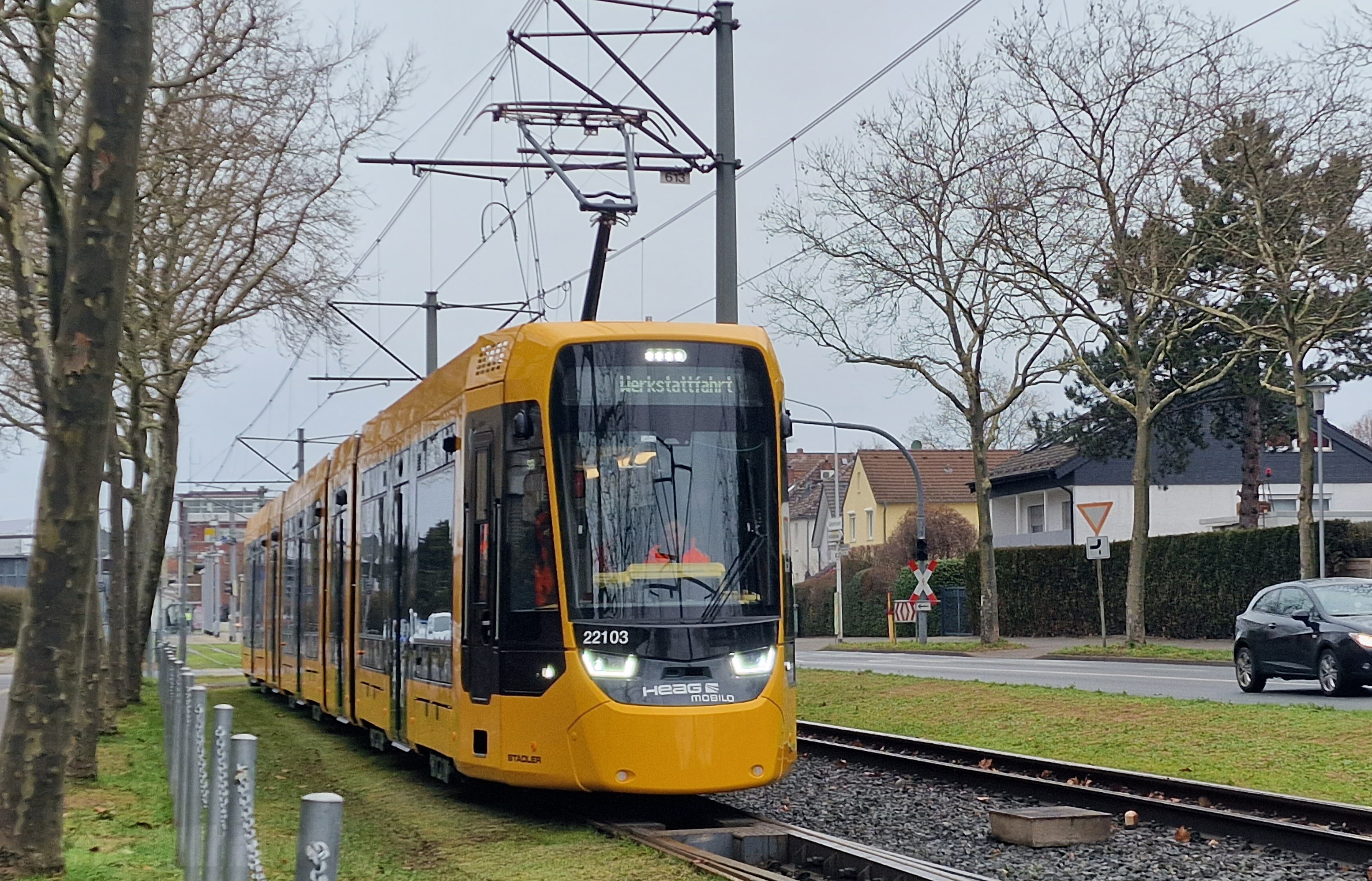
Wagen 22103 der Serie ST15

Da über die Linien 1 und 2 auch Fahrzeuge für andere Linien zugeführt werden, sind dort trotzdem vereinzelt Hochflurfahrzeuge mit Beiwagen im Einsatz. Jedoch kommt es in Hauptverkehrszeiten vor, dass ein Umlauf ohne Wechsel auf die Linie 3 mit einem ST12-Triebwagen gefahren wird.

#### Triebwagen
- (ohne Bezeichnung), Tw 1–18: Neufahrzeuge 1897, MAN/Siemens
- ST 1, Tw 19–34: Neufahrzeuge 1903, MAN/Siemens
- ST 2, Tw 35–49: Neufahrzeuge 1913, Gastell/Siemens, Tw 37 und 49 erhalten
- ST 3, Tw 50–67: Neufahrzeuge 1925, Gastell/Siemens, Tw 57 (derzeit nicht betriebsfähig, Aufarbeitung in Planung), 66 und 67 erhalten
- ST 4, Tw 68–79: Neufahrzeuge 1929, MAN/Gastell/Siemens, Tw 74 erhalten
- ST 5, Tw 81–85: Neufahrzeuge 1948, Waggonfabrik Fuchs KSW, aus Augsburg wurde mit Tw 507 ein ähnliches Fahrzeug übernommen
- ST 0, Tw 1–2: Gebrauchtfahrzeuge 1927, Credé/Kiepe, 1951 aus Marburg übernommen
- ST 6, Tw 11–19: Neufahrzeuge 1954/55, Rathgeber/Siemens (Verbandstyp), Tw 11 (ATw, betriebsfähig), 12 (Datterich-Express, wieder betriebsfähig) und 15 erhalten, sowie 13 seit 1983 als 291 „Schoppen-Express“ in Würzburg
- ST 6', Tw 86–89: Gebrauchtfahrzeuge 1956 (weitgehend baugleich mit ST 6), Rathgeber/Siemens, 1964 aus Regensburg übernommen, Tw 88 kehrte 1990 als Denkmal dorthin zurück
- ST 7, Tw 21–33: Neufahrzeuge 1961, DWM/Siemens/AEG, Tw 25 (seit Unfall im Juni 2022 abgestellt) und 31 betriebsfähig erhalten, 26 nicht betriebsfähig abgestellt (dient als Ersatzteilspender), Rest 1998 nach Iași/Rumänien. Dort bis auf Tw 23 (als Iasi 103) alle 2009 – Juni 2013 verschrottet.
- ST 8, Tw 91–97: Neufahrzeuge 1963, DWM/AEG/Kiepe, Tw 91, 93–95 und 97 1998 nach Iași/Rumänien. Tw 92 (August 2007 in Iași/Rumänien) und 96 (17. Mai 1994 nach Betriebshofbrand in Darmstadt) verschrottet. Rest Mai/Juni 2013 in Iasi/Rumänien verschrottet.
- ST 9, Tw 61–66: Gebrauchtfahrzeuge 1960, Westwaggon/Siemens, 1969 aus Remscheid übernommen, Tw 66 (ehemals Remscheid 106, im Bergischen Straßenbahnmuseum erhalten)
- ST 10, Tw 7601–7608: Neufahrzeuge 1976, Waggon-Union/AEG, Tw 7608 nicht (mehr) betriebsfähig, übrige in Iași/Rumänien
- ST 11, Tw 8209–8214: Neufahrzeuge 1982, Waggon-Union/AEG,  8209 und 8214 als Ersatzteilspender für ST12 Triebwagen, Rest verschrottet, übrige in Iași/Rumänien
- ST 12, Tw 9115–9124: Neufahrzeuge 1991, Waggon-Union/AEG, 9118, 9119 und 9123 verschrottet.
- ST 13, Tw 9855–9874: Neufahrzeuge 1998, LHB/Adtranz, 9857 verschrottet.
- ST 14, Tw 0775–0792: Neufahrzeuge 2007, Alstom (LHB)/Bombardier, alle vorhanden
- Typ M8C, in Darmstadt bislang ohne Bezeichnung, 2012 gebraucht aus Augsburg übernommen, ehemals Tw 8001 und 8011, 1985 von MAN hergestellt, 8001 zum Schleifzug umgebaut und unter der neuen Nummer 1501 in Betrieb, 8011 war Ersatzteilspender und wurde 2014 verschrottet. Er ist das einzige ZF-Fahrzeug.
- ST 15, Tw 22101-22125: Im Januar 2020 wurden 14 neue Triebwagen des Typs Tina bei Stadler Rail bestellt. Die Auslieferung der Triebwagen war für die Jahre 2022 und 2023 geplant. Daneben besteht eine Option auf den Ankauf von bis zu 30 weiteren Triebwagen desselben Typs. Im Juni 2021 wurde die erste Option mit elf Fahrzeugen gezogen. Damit werden seit Dezember 2022 zunächst 25 Fahrzeuge geliefert.[22][23][24] Seit Anfang Oktober 2023 befinden sich die ersten Tinas im Probebetrieb mit Fahrgästen, nachdem die entsprechende Zulassung erteilt wurde.[25]

#### Beiwagen
- (ohne Bezeichnung), Bw 101–106: Neufahrzeuge 1899
- SB 1, Bw 107–116: Neufahrzeuge 1913, Waggonfabrik Fuchs
- SB 2, Bw 117–131: Neufahrzeuge 1920, MAN
- SB 3, Bw 132–143: Neufahrzeuge 1927, Gastell, Bw 132 betriebsfähig erhalten
- SB 4, Bw 144–156: Umbau 1927 aus Triebwagen der ersten Serie
- SB 5, Bw 171–179: Neufahrzeuge 1948, Waggonfabrik Uerdingen (KSW), Bw 171 erhalten
- SB 6, Bw 181–198: Neufahrzeuge 1951–1954, Rathgeber (Verbandstyp), Bw 182, 184 (Datterich-Express) und 197 (Datterich-Express) betriebsfähig erhalten, sowie 183 seit 1989 als 292 „Schoppen-Express“ in Würzburg
- SB 6', Bw 199–202: Gebrauchtfahrzeuge 1956 (weitgehend baugleich mit SB 6), Rathgeber, 1964 aus Regensburg übernommen, Bw 202 erhalten, 201 kehrte 1990 als Denkmal nach Regensburg zurück
- SB 7, Bw 151–162: Neufahrzeuge 1965, Düwag, Bw 154 erhalten
- SB 8, Bw 171–178: Gebrauchtfahrzeuge 1956/61, Düwag, 1988 aus Bielefeld übernommen
- SB 9, Bw 9425–9454: Neufahrzeuge 1994, LHB, sieben Stück 2024 nach Gera abgegeben,[26] einige derzeit zur Sanierung in Aachen bei Talbot Services

## Planungen

### Neues Verkehrskonzept
Im Juni 2020 wurde ein neues Verkehrskonzept vorgestellt, das bis zum Jahr 2024 schrittweise eingeführt werden soll. Die neue Linie 10 soll zukünftig eine Direktverbindung von Griesheim über Hauptbahnhof nach Arheilgen schaffen. Die Linien 1 und 5 erhalten einen neuen Linienweg. Der Grundtakt wird auf den Hauptlinien von einem 15-Minuten-Takt auf einen 10-Minuten-Takt erweitert, zudem soll Linie 2 in einem 7,5-min-Takt fahren. Jedoch sollen auch einige Linien zu einem 20-Min-Takt reduziert werden. Außerdem überlagern sich auf den meisten Streckenabschnitten zukünftig drei statt zwei Linien, wodurch in der Regel 9 Fahrten pro Stunde angeboten werden. Außerdem soll der Spät- und Nachtverkehr erweitert werden. Erste Teile des neuen Verkehrskonzeptes wurden im April 2021 umgesetzt.

### Sanierung
Mehrere Sanierungsvorhaben sind bis weit in die 2020er Jahre geplant. Dazu gehören die Bismarckstraße bis zum Willy-Brandt-Platz, der barrierefreie Umbau desselben, sowie in Fortsetzung nach Norden die Frankfurter Straße bis zum Rhönring.

### Ludwigshöhviertel
Mit dem Abzug der US-Streitkräfte aus Darmstadt sind diverse Grundstücke wieder zur zivilen Nutzung vorgesehen. Das südlich des bisherigen Endpunkts der Linie 3 entstehende Stadtquartier „Ludwigshöhviertel“ auf der Fläche der ehemaligen Cambrai-Fritsch-Kaserne soll dabei durch eine Verlängerung der vorgenannten Linie erschlossen werden, die mit der weiter westlich gelegenen Strecke nach Eberstadt an der Haltestelle Marienhöhe verknüpft wird.

### Strecke nach Groß-Zimmern
Der ehemalige Darmstädter Oberbürgermeister Jochen Partsch befürwortet die Reaktivierung der Bahnstrecke Darmstadt Ost–Groß-Zimmern als Straßenbahn beginnend in Darmstadt Mitte, über Ostbahnhof, Roßdorf, Gundernhausen, Groß-Zimmern, bis nach Dieburg. Alternativ ist ein Abzweig der Odenwaldbahn in der Diskussion, die ab Ostbahnhof statt über den bisherigen Eisenbahnring (Ostbahnhof-Nordbahnhof-Hauptbahnhof) auf der Trasse der 1986 stillgelegten Straßenbahnlinie 4 zur Endhaltestelle Schloss fahren soll.

### Weitere Planungen
Ebenso gibt es seit vielen Jahren Überlegungen für eine neue Strecke nach Weiterstadt, für die Flächen freigehalten werden.
Seit einigen Jahren wird die Erweiterung nach Riedstadt diskutiert.

## Dampfbetriebene Züge

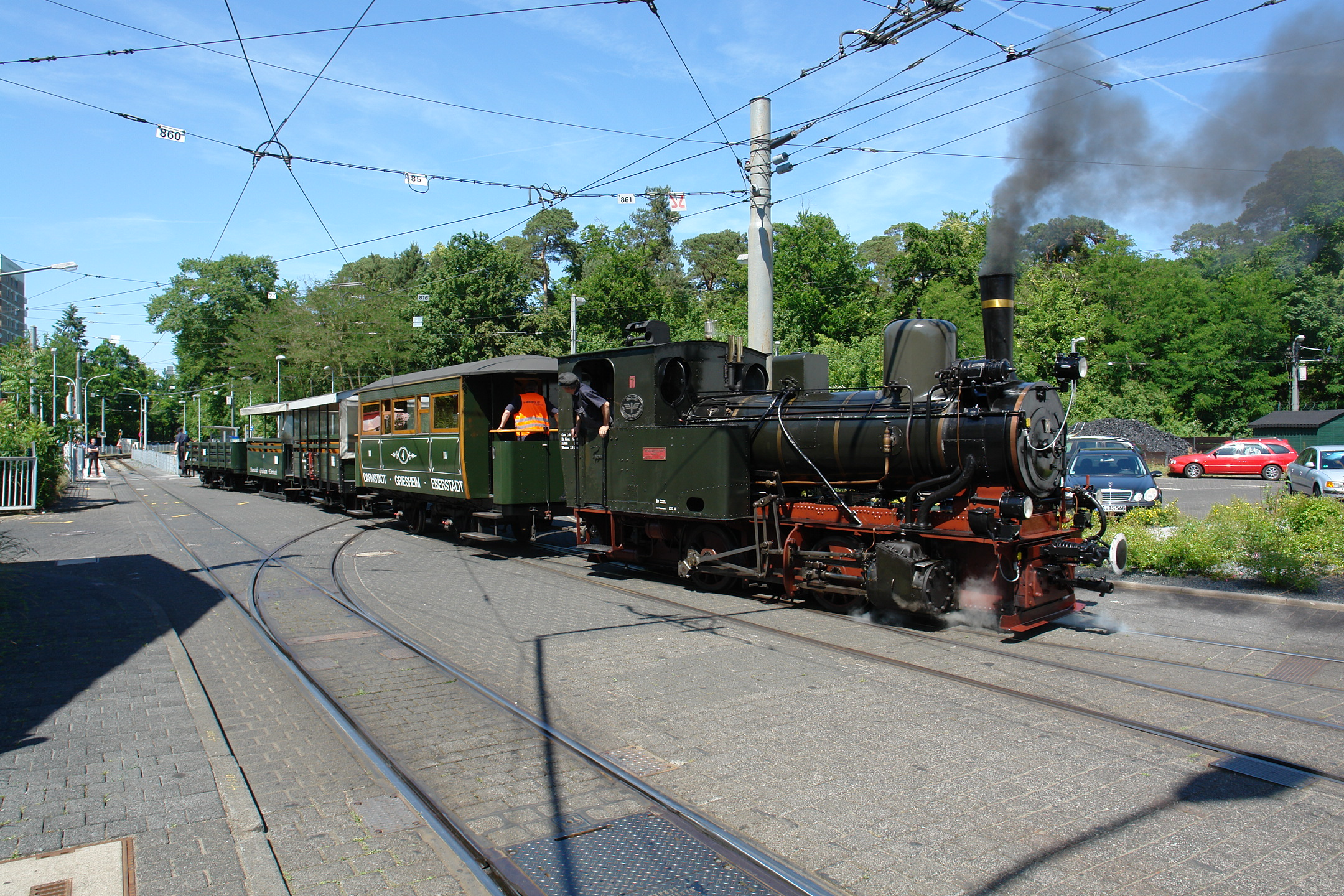
Feuriger Elias an der Haltestelle Frankenstein an der Seeheimer Straße 70 in Darmstadt-Eberstadt

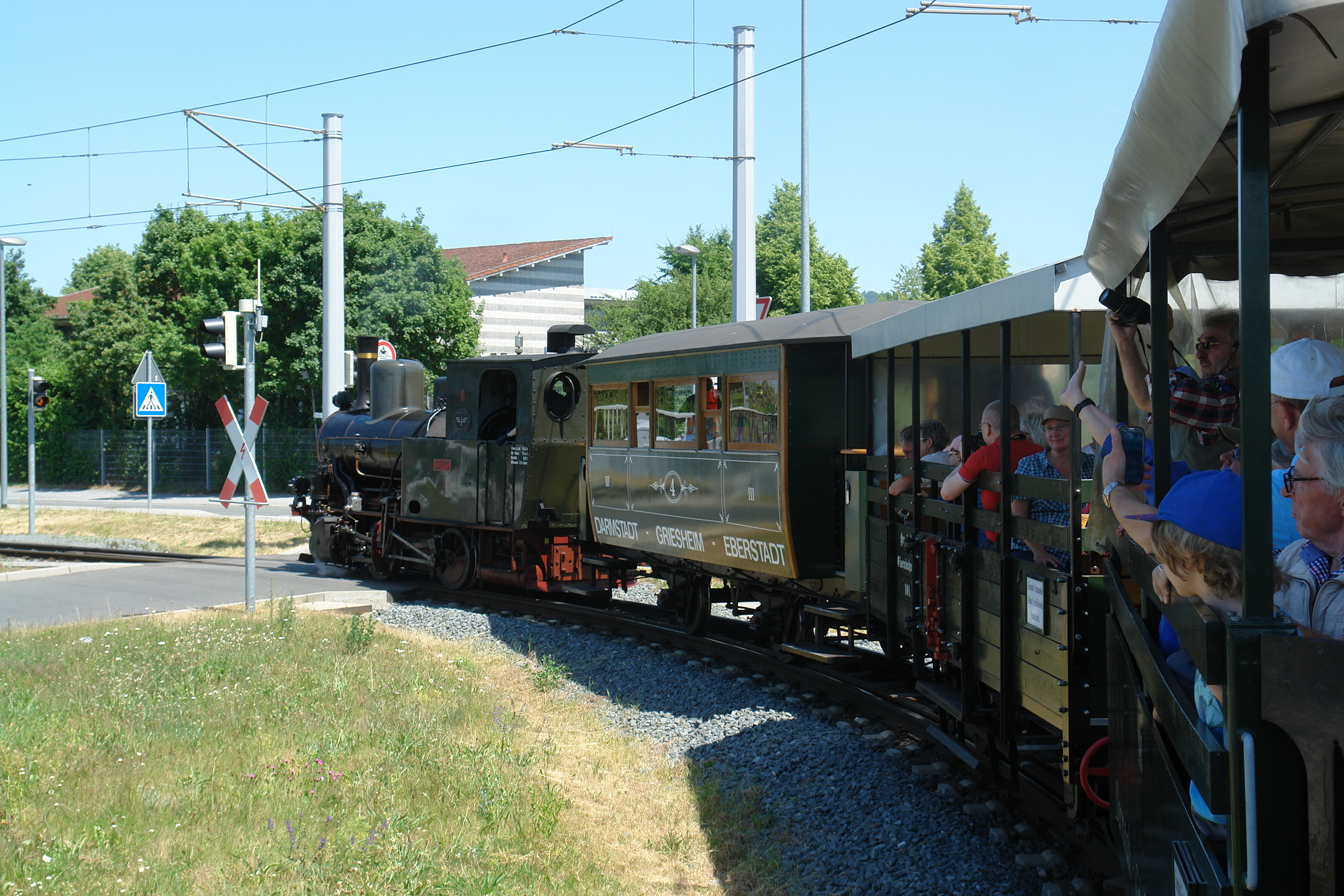
Feuriger Elias an der Haltestelle Am Hinkelstein in Alsbach-Hähnlein

Der Feurige Elias ist eine Dampfstraßenbahn der ARGE Historische HEAG-Fahrzeuge im Eisenbahnmuseum Darmstadt-Kranichstein e. V., die von einer zweiachsigen Dampflok gezogen wird. Dampfbetriebene Züge sind an ausgewiesenen Sonn- und Feiertagen in der Frühjahrssaison ohne fahrplanmäßigen Zwischenhalt von der Haltestelle Frankenstein an der Seeheimer Straße 70 in Darmstadt-Eberstadt zur Haltestelle Am Hinkelstein in Alsbach-Hähnlein unterwegs und verkehren in der Sommersaison auf der Strecke Kongresszentrum, Schloß-Griesheim, Wagenhalle und zurück.

### Fahrzeuge

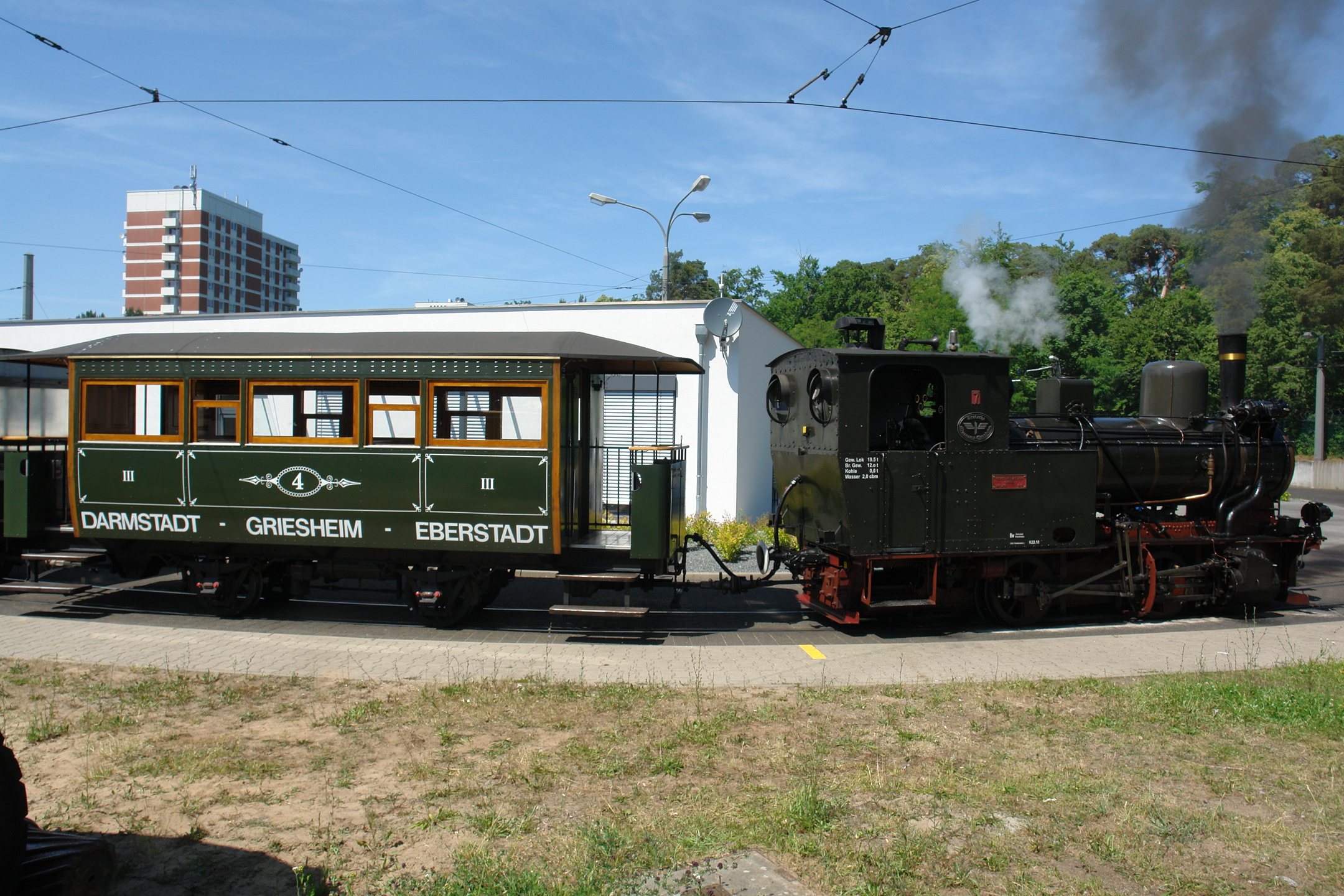
Dampflok Nr. 7 und Wagen Nr. 4
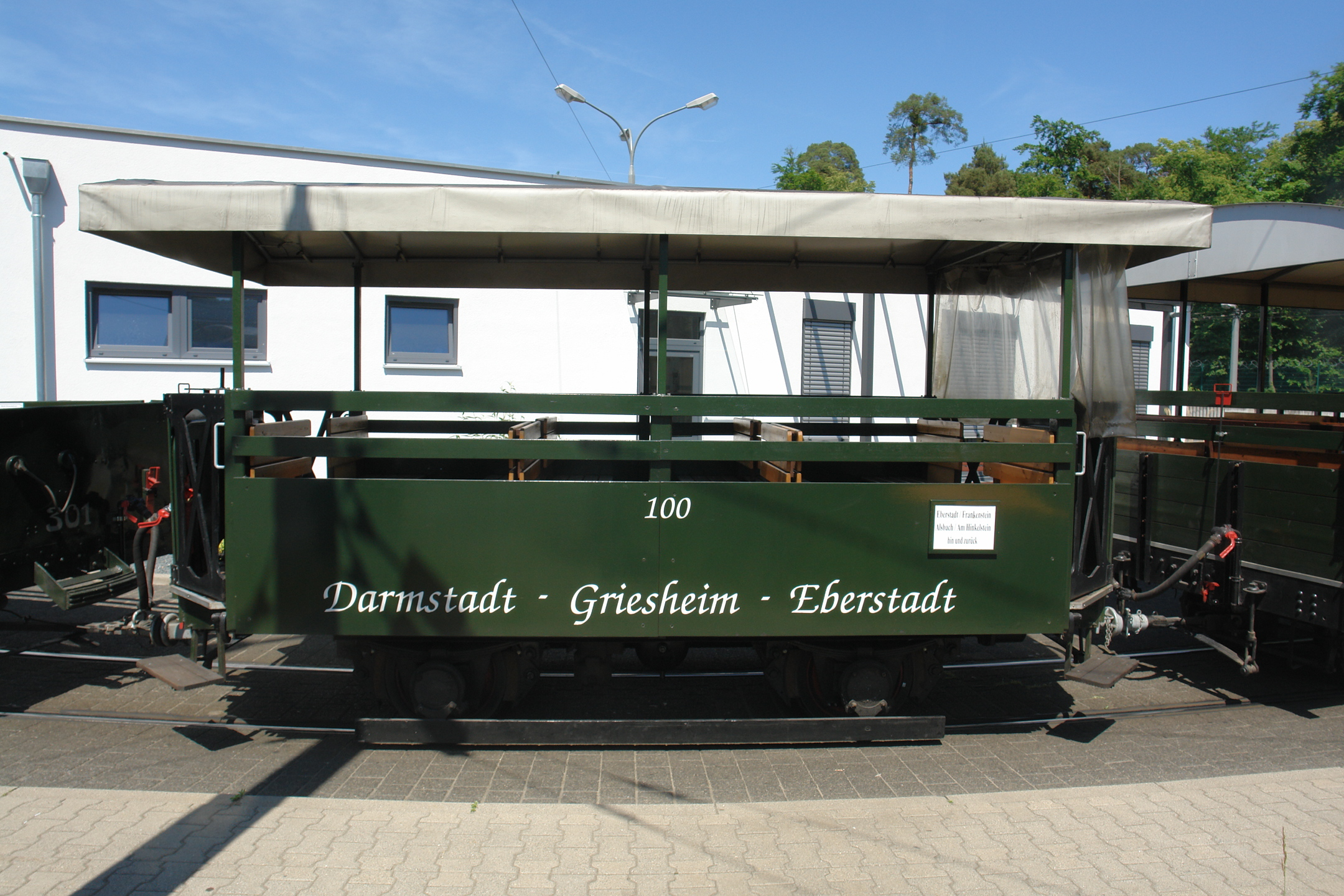
Wagen Nr. 100
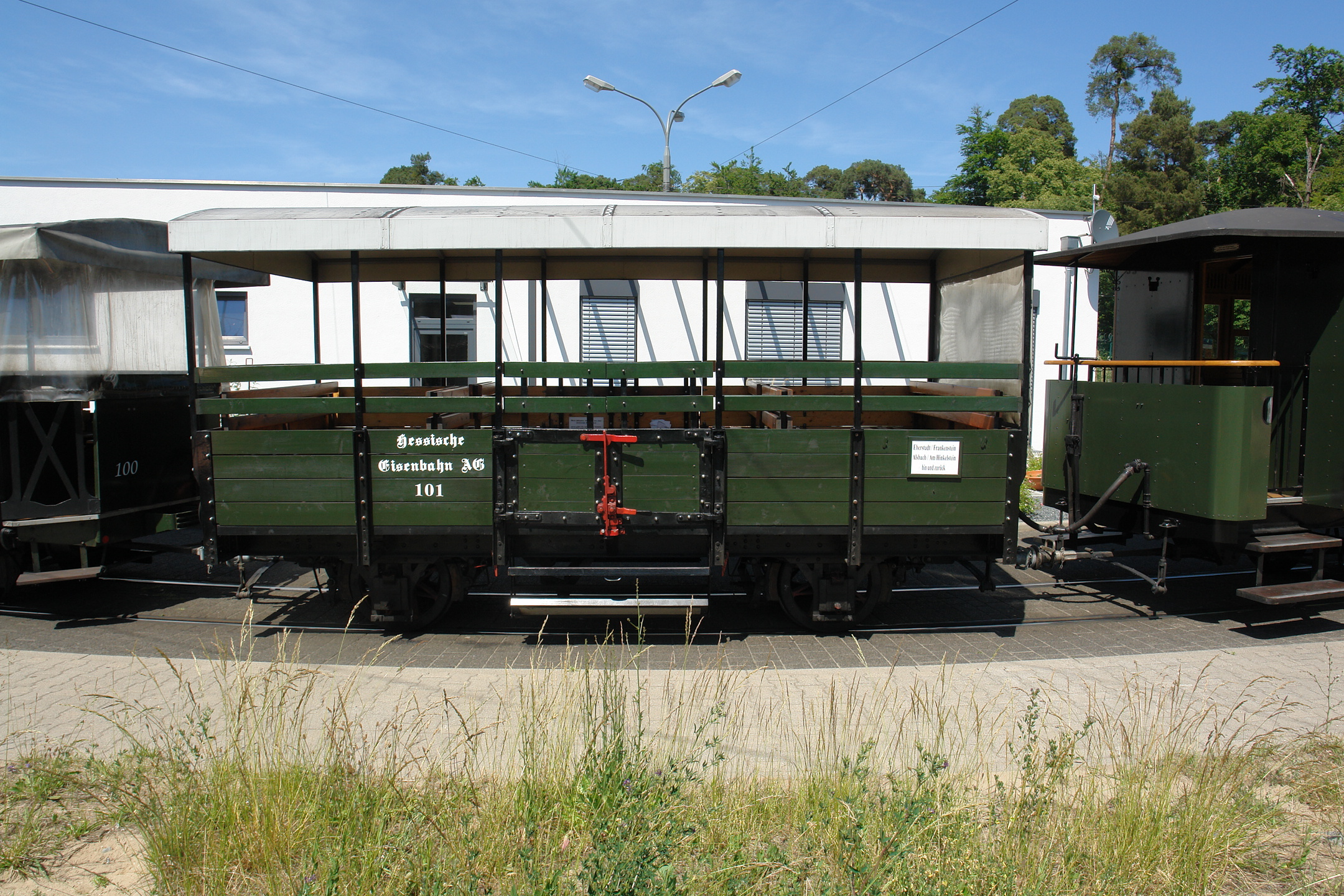
Wagen Nr. 101
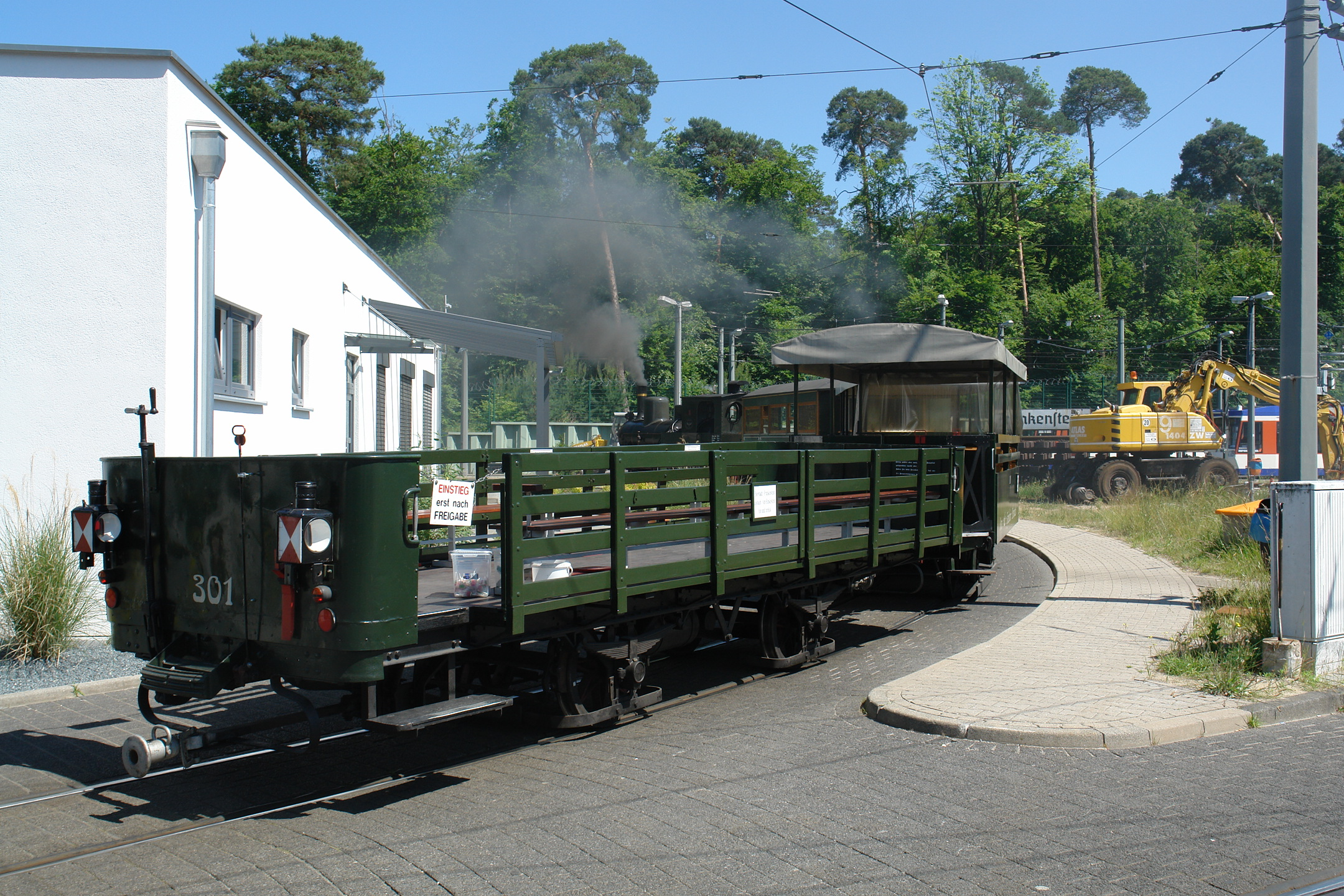
Wagen Nr. 301

#### Dampflok Nr. 7
Die zweiachsige Bn2t Dampflok Nr. 7 wurde 1919 mit einer damals bei Industrie-Schmalspurbahnen nicht ungewöhnlichen Spurweite von 900 mm bei Henschel & Sohn in Kassel mit der Fabriknummer 17218 für die Baufirma Philipp Holzmann gebaut. Sie wurde durch den Eisenbahningenieur Rudolph Langeloth vor der Verschrottung gerettet und einer Generalüberholung unterzogen. Dabei wurde die Lok auf eine Spurweite von 1000 mm umgespurt, so dass sie auf dem Darmstädter Straßenbahnnetz betrieben werden kann.

#### Wagen Nr. 4
Der Wagen Nr. 4 wurde ursprünglich als Schienentransportwagen für die SEG-Bahn Mannheim-Heidelberg-Weinheim gebaut und dorthin ausgeliefert. Auf seinem Fahrgestell wurde ab dem Jahr 2000 nach Originalplänen ein Nachbau eines geschlossenen Personenwagens aufgebaut, der im Dezember 2003 fertig gestellt wurde.

#### Wagen Nr. 100
Der Wagen Nr. 100 basiert auf dem Chassis eines ehemaligen Mainzer Arbeitswagens, der schon vor langer Zeit ins Eisenbahnmuseum Darmstadt-Kranichstein gelangt war. Beim Aufbau des Wagens dienten die halboffenen Sommerwagen der Darmstädter Bahnen als Vorbild.

#### Wagen Nr. 101
Der Wagen Nr. 101 wurde ursprünglich als offener Güterwagen an die SEG-Bahn Mannheim-Heidelberg-Weinheim, die spätere OEG, geliefert. Baugleiche Wagen waren bis circa 1959 auch bei der SEG Darmstadt als Marktwagen eingesetzt. Der Wagen kam 1998 ins Eisenbahnmuseum Darmstadt-Kranichstein, wo er zu einem halboffenen Personenwagen umgebaut wurde.

#### Wagen Nr. 301
Der Wagen Nr. 301 war von Anfang an ein offener Personenwagen und ist das einzige im Original erhaltene Fahrzeug der ehemaligen Dampfstraßenbahn. Im Laufe der Zeit wurde er zu einem Markt- und Arbeitswagen umgebaut. Er ist heute im Besitz der HEAG mobilo.

## Galerie

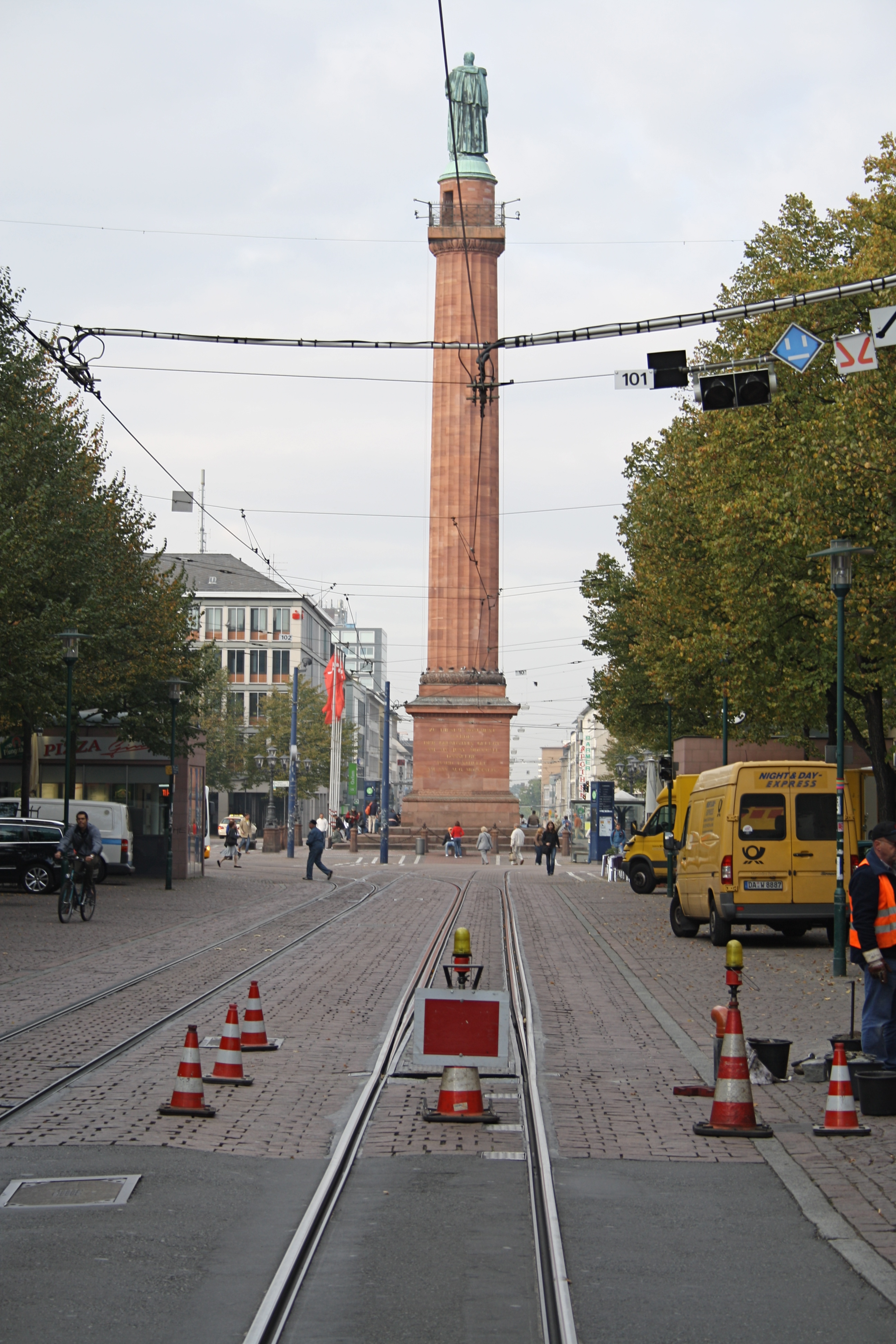
Temporär gesperrtes Gleis und Weiche mit vorgezogener Zungenvorrichtung am Langen Ludwig
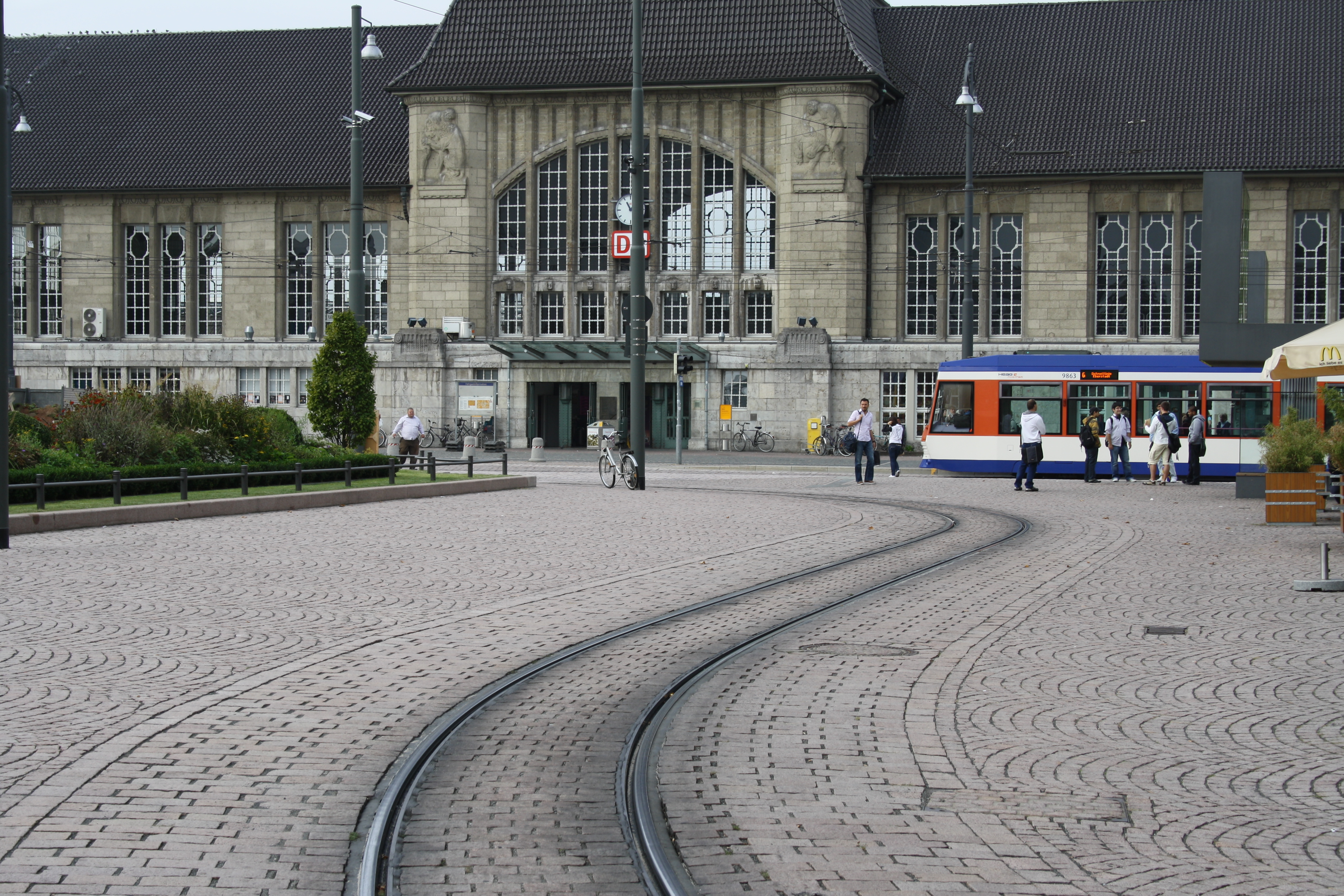
Hauptbahnhof mit Wendeschleife und umgeleitetem ST 13 aus Arheilgen
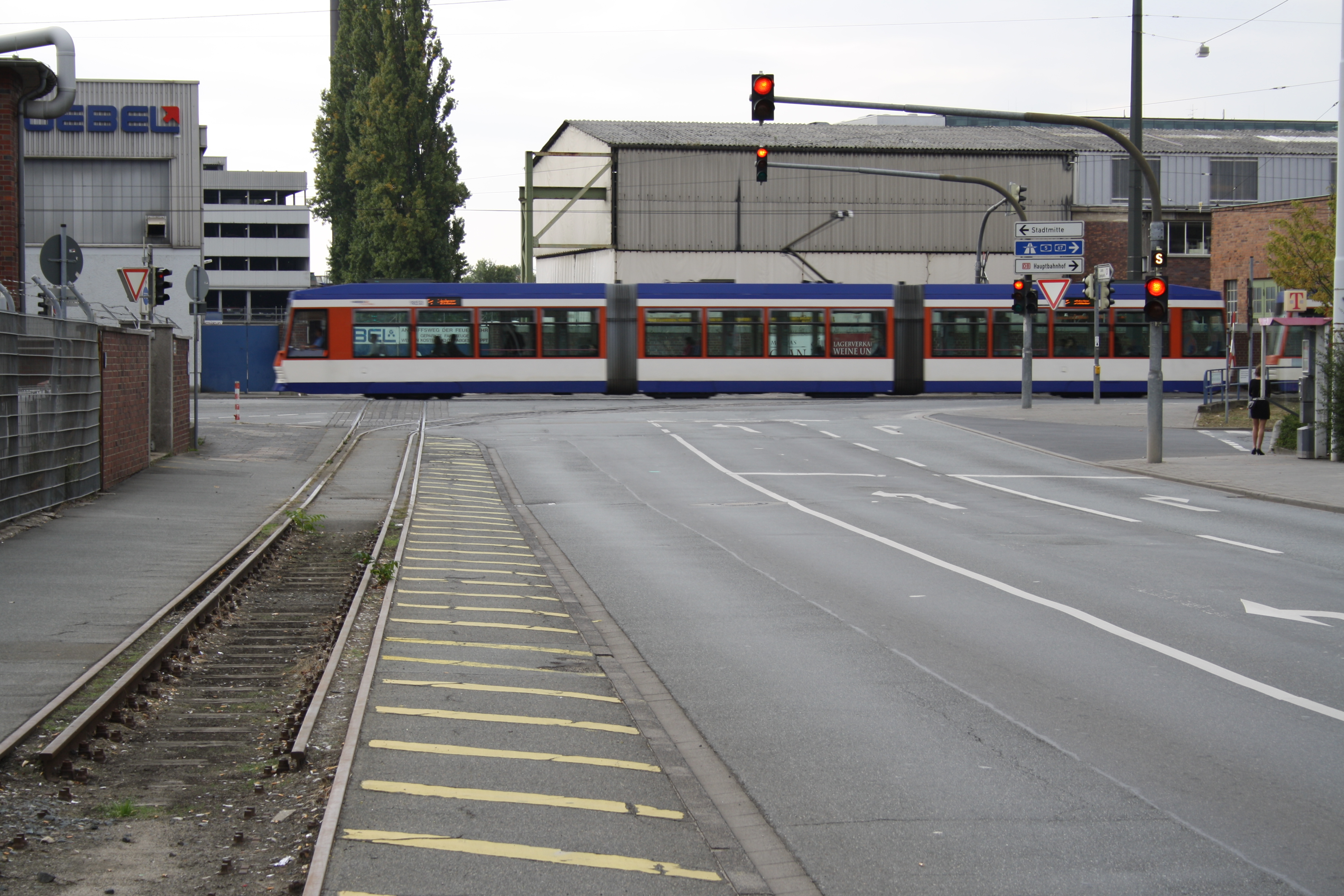
Vierschienengleis in der Kirschenallee und ST 13 (türlose Seite) in der Bismarckstraße
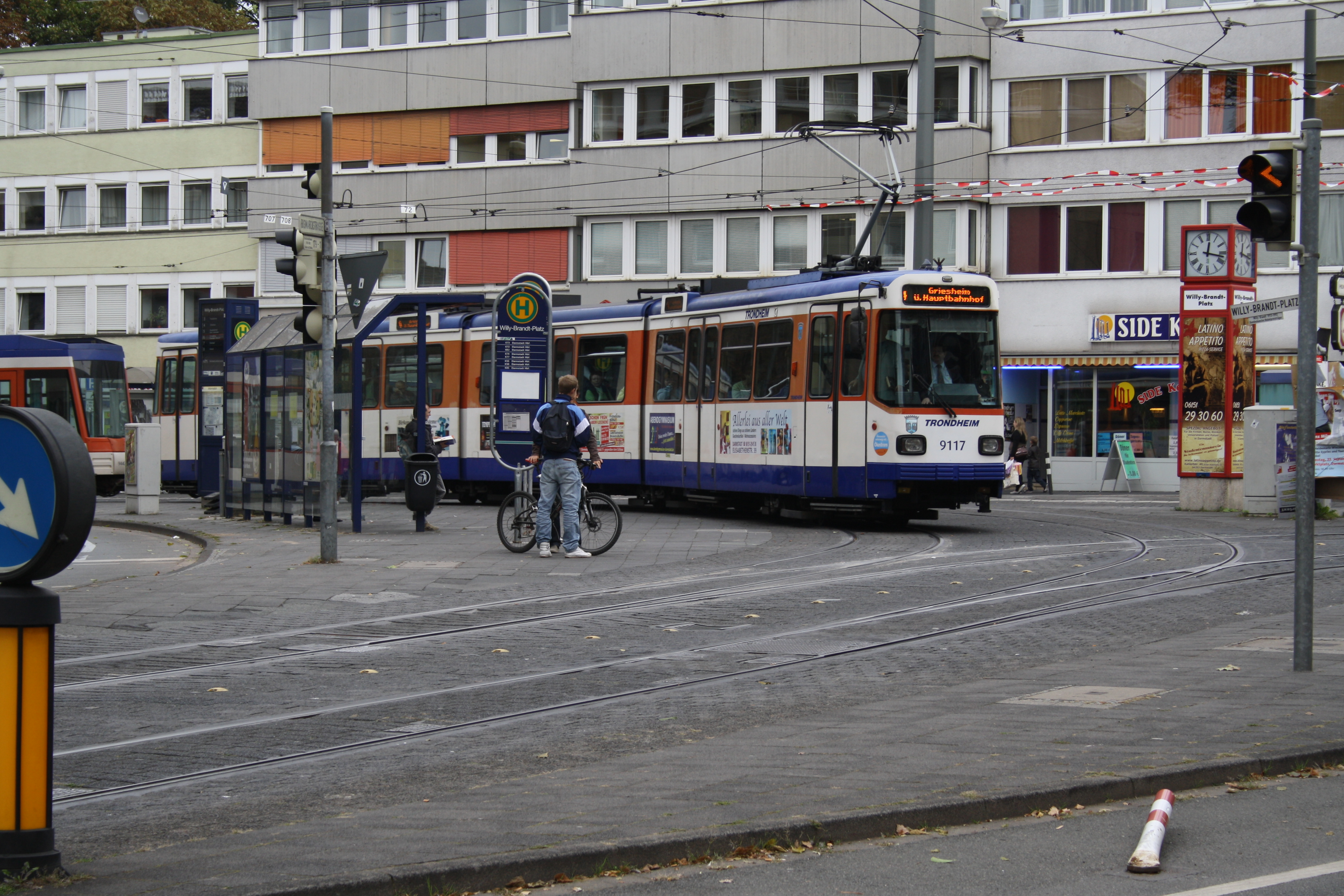
Triebwagen der Serie ST 12 aus Kranichstein biegt wegen einer baustellenbedingten Umleitung in die Bismarckstraße ein, 2009
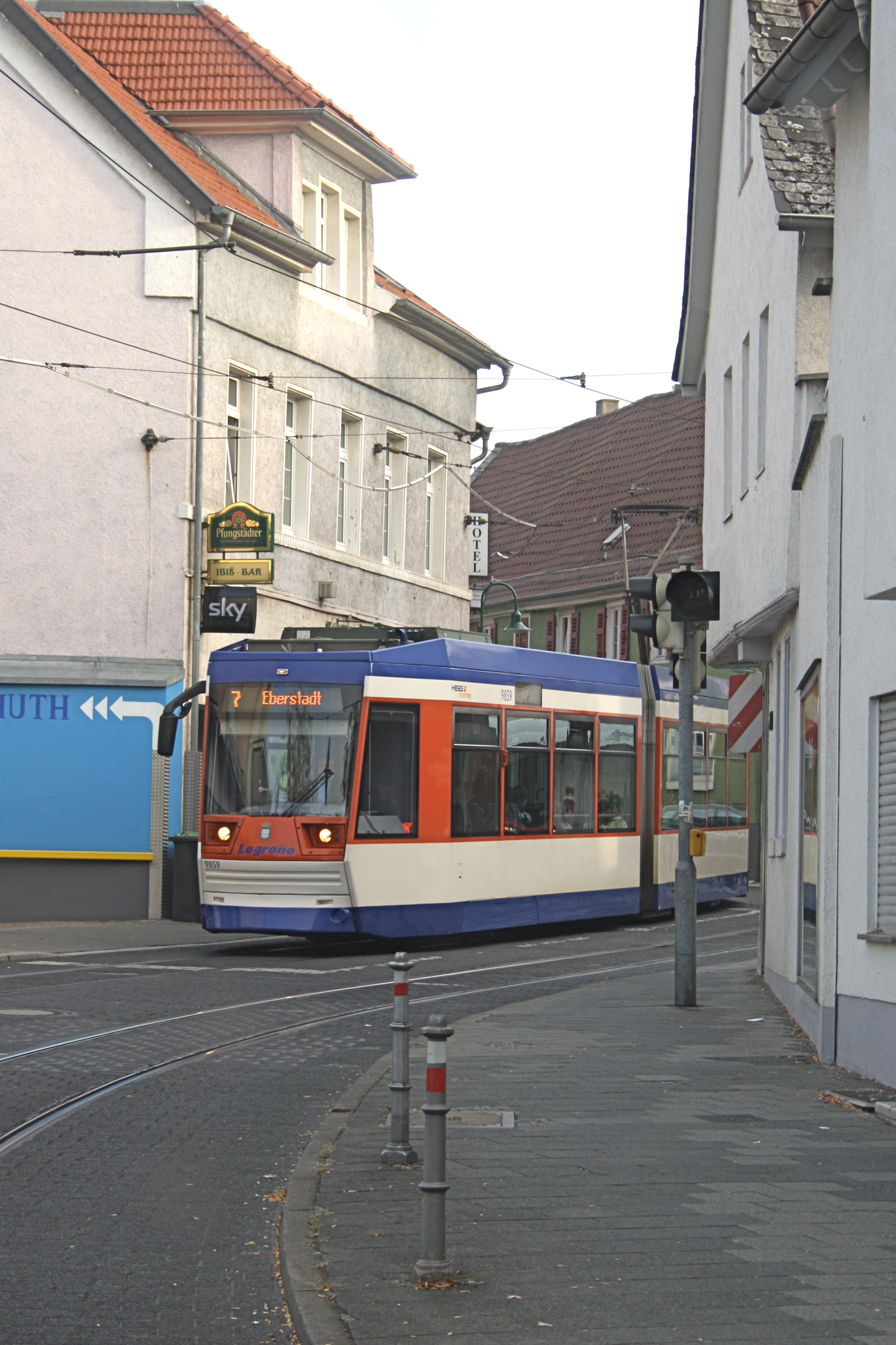
ST 13 in der engen Ortsdurchfahrt Eberstadt
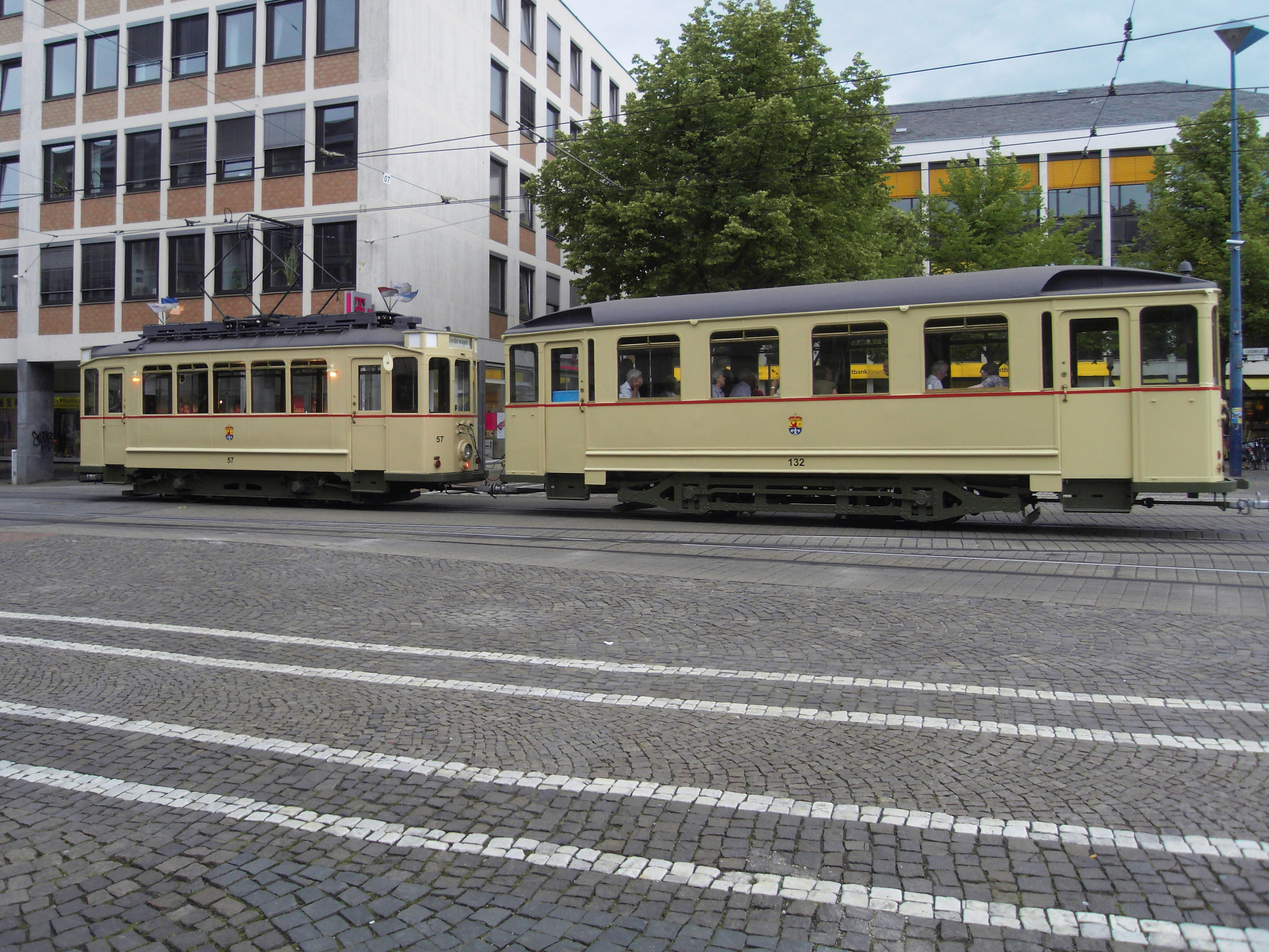
Sonderfahrt einer historischen Straßenbahn am Luisenplatz abfahrend, Triebwagen 57 und Beiwagen 132
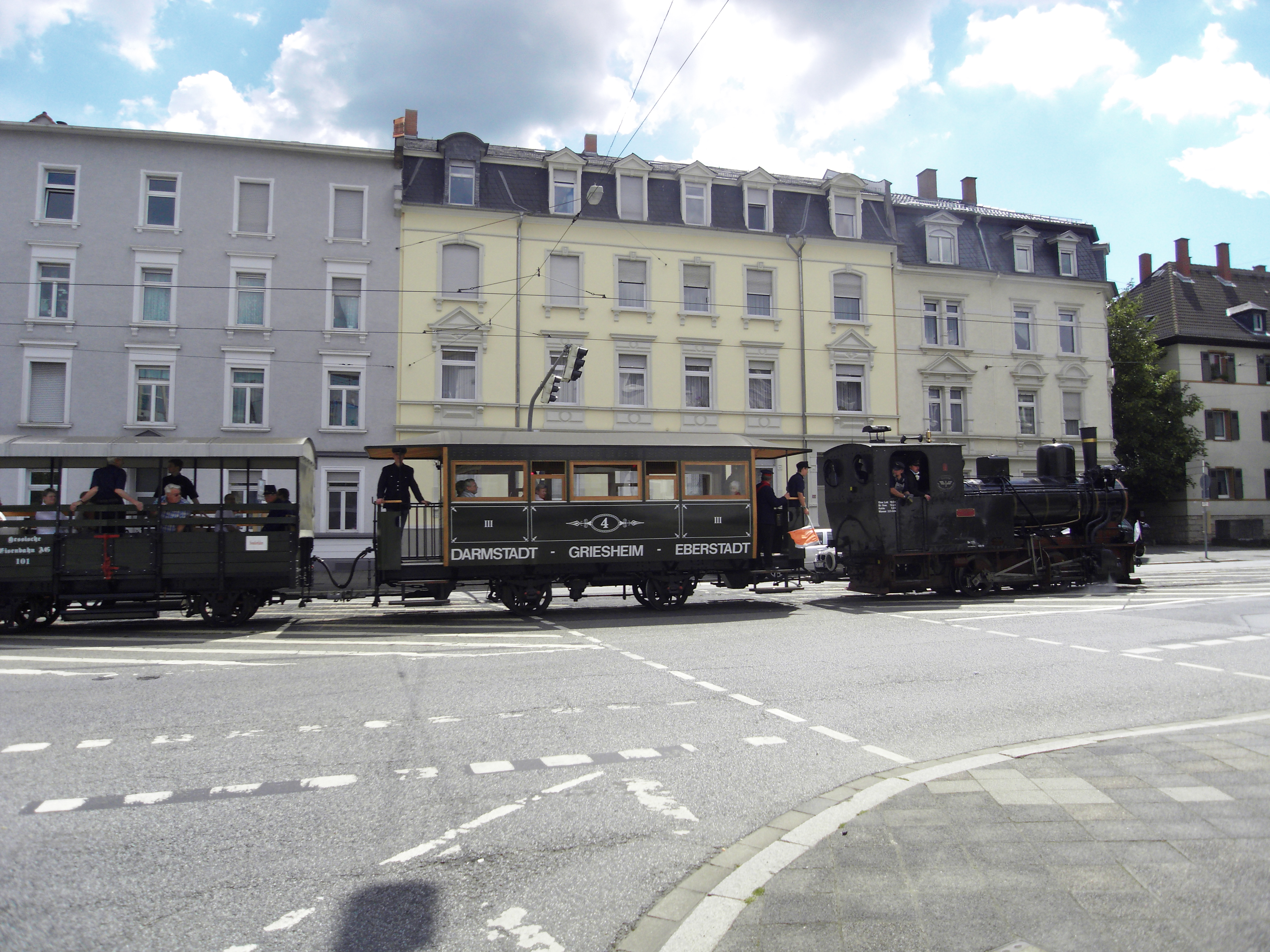
Sonderfahrt der Dampfstraßenbahn Nähe Frankfurter Straße 55 von Norden kommend im Juni 2009
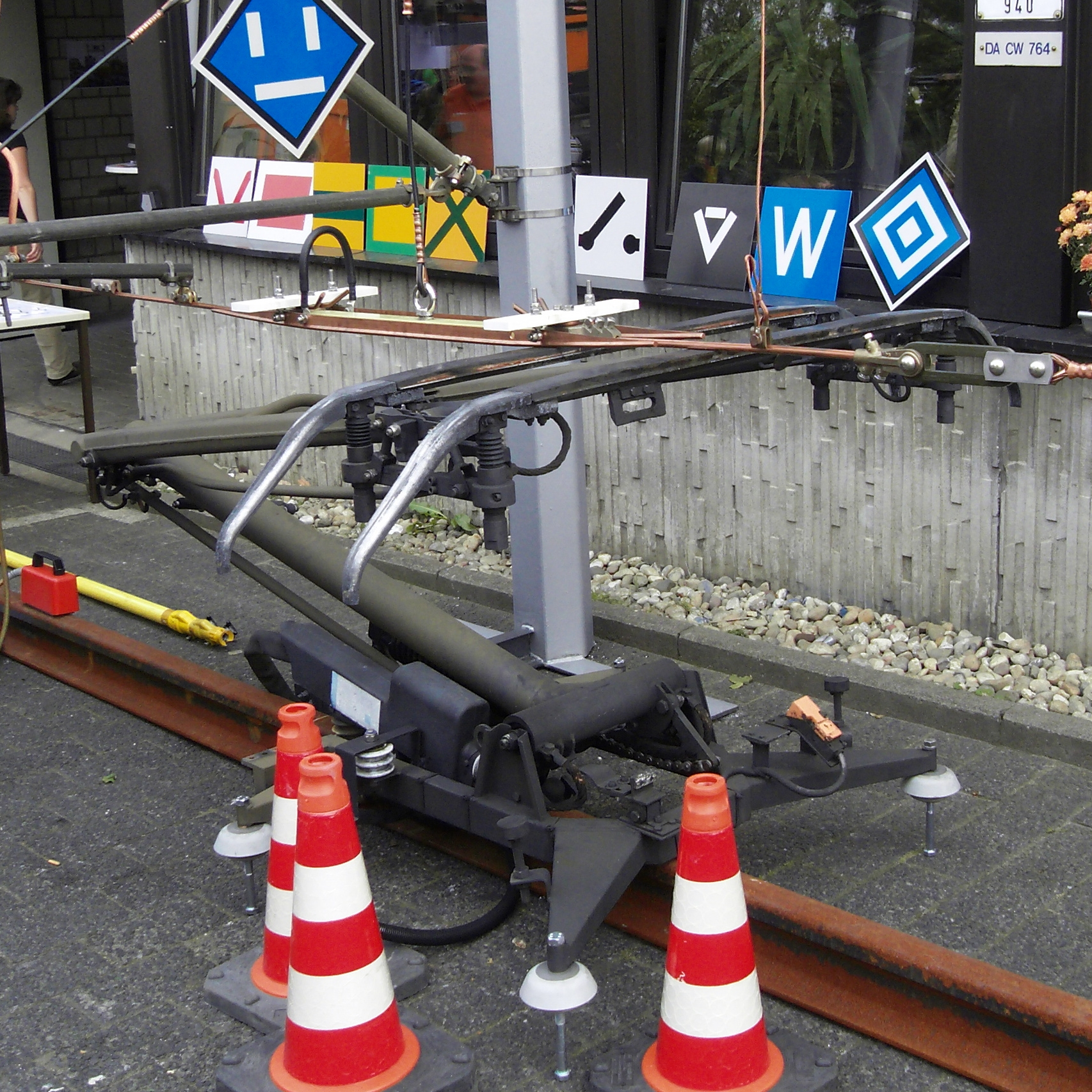
Fahrleitungsbau Musteraufbau
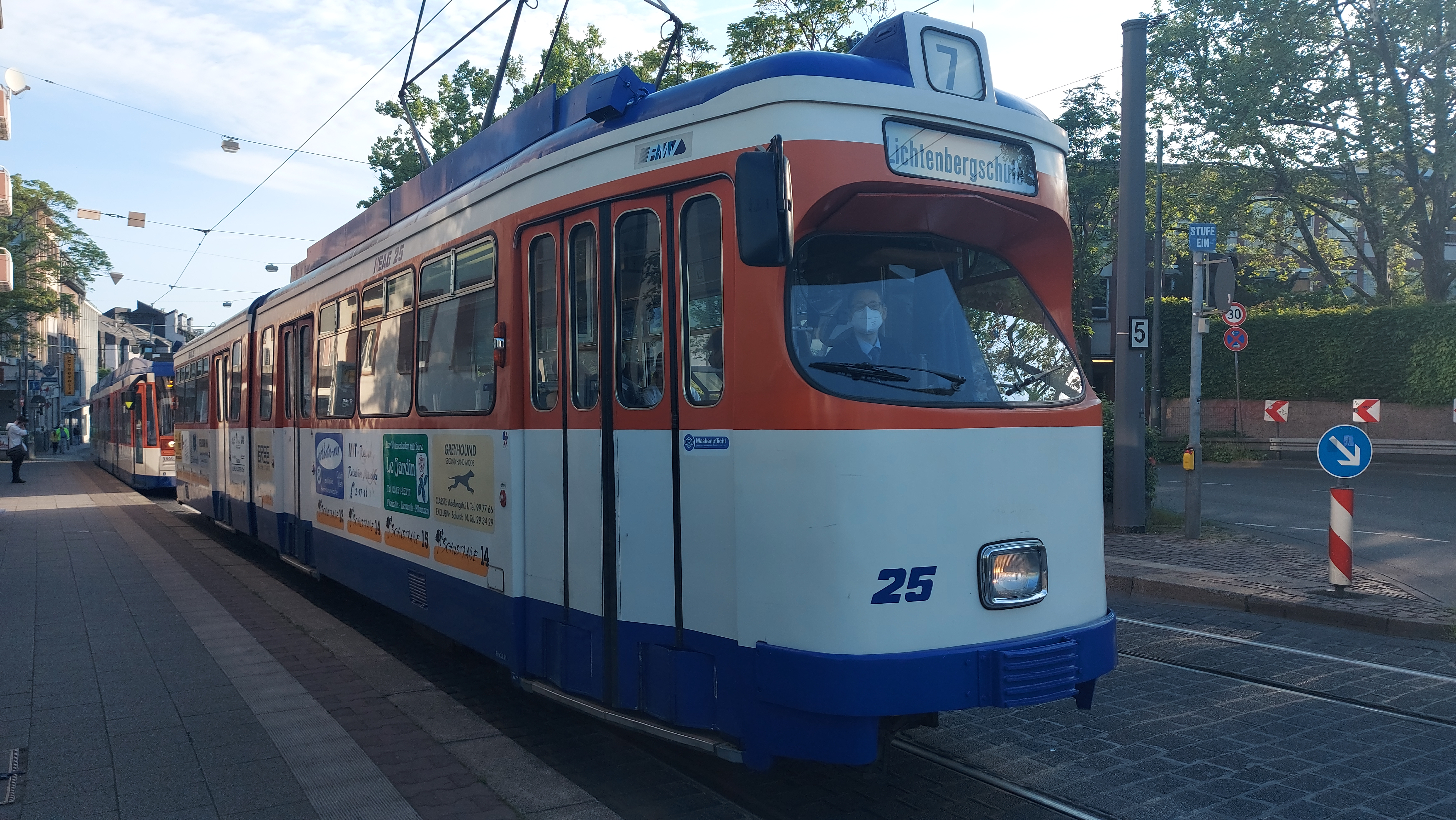
Triebwagen 25 der Serie ST7 bei einer planmäßigen Fahrt auf der Linie 7 im Mai 2022.
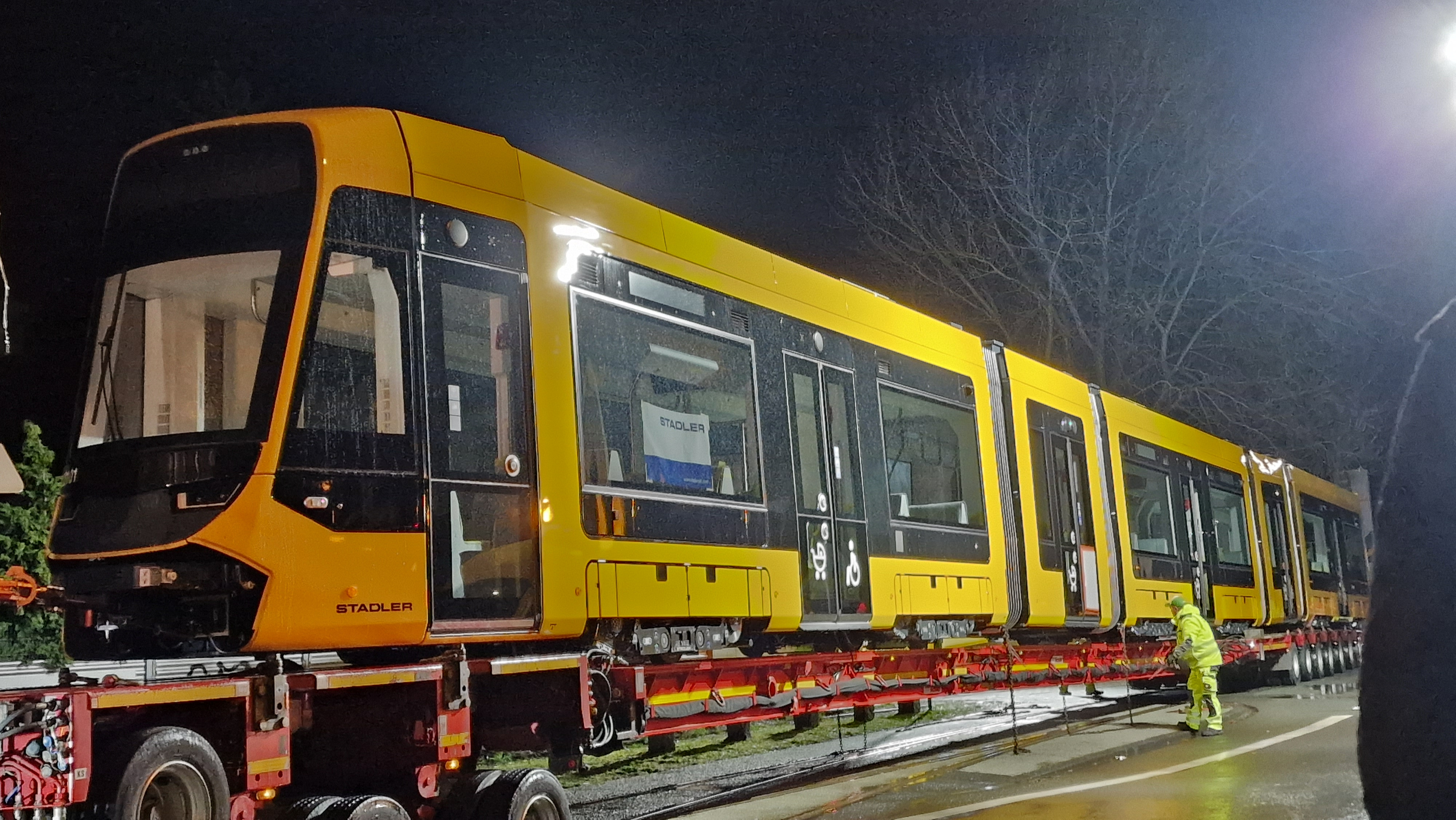
Ankunft von ST15-22102 in Darmstadt, der Triebwagen wurde von einem Bahnwagen auf einen Schwertransporter gezogen, um dann auf den 1000-mm-Gleisen abgelassen zu werden. Dezember 2022